# Club Olimpo
El Club Olimpo, también conocido como Olimpo de Bahía Blanca es un club deportivo argentino ubicado en Bahía Blanca, en el interior de la Provincia de Buenos Aires, (en el centro-este de la República Argentina) fundado el 15 de octubre de 1910. Una de sus principales actividades es el fútbol en donde actualmente disputa el Torneo Federal A, tercera división del fútbol argentino para los equipos indirectamente afiliados a la AFA.
Otra de sus principales actividades es el básquet (donde participó hasta la temporada 2016/17 en el Torneo Nacional de Ascenso. Durante casi toda su historia, el club se ha destacado en el básquet, en donde llegó a ganar el Campeonato Argentino de Clubes en dos oportunidades (1974 y 1978), siendo hasta 1984 la máxima categoría del básquet argentino, y un subcampeonato de la Liga Nacional en 1986. Olimpo se destaca en la ciudad como el único club de Bahía Blanca en alcanzar un título a nivel nacional en esta disciplina. Además, cuenta con 19 torneos ganados en la Primera División de la Asociación Bahiense de Básquetbol, siendo el equipo con más campeonatos ganados de esta histórica competencia. Desde el 3 de julio de 1971, disputa sus partidos de local en el Estadio Norberto Tomas, que cuenta con una capacidad de 3000 espectadores.
El fútbol siempre ha sido la principal actividad del club. Olimpo es el máximo ganador de la historia de la Liga del Sur con 28 campeonatos logrados, siendo este el torneo regional más antiguo e importante de la República Argentina. Además, se consagró campeón de la Primera B Nacional en tres ocasiones (2001/02, 2006/07 y 2009/10), convirtiéndose así en el club con mayores conquistas de la competición, junto a Banfield. En 1984, tras ser campeón del Torneo Regional, consigue su primer ascenso a la antigua Primera División, en ese entonces llamada Torneo Nacional, donde quedaría eliminado en octavos de final por penales ante Newell's. En 2001 alcanzó su primer ascenso al actual formato de Primera División, y desde entonces ha disputado 15 temporadas en la máxima categoría del fútbol argentino, consolidándose como uno de los referentes del sur bonaerense en Primera. Su mejor participación en este torneo la logró en 2011, al finalizar cuarto en el Torneo Clausura, además de haberse mantenido en la punta del campeonato durante varias jornadas en dicho certamen. Además, disputó la Liguilla Pre-Libertadores de 1986, donde quedaría eliminado en segunda fase en tiempo suplementario ante Boca Juniors, y la Liguilla Pre-Sudamericana de 2015, donde quedaría eliminado en segunda ronda ante Estudiantes. En la temporada 2013-14, tras una gran campaña de 50 puntos, logró la clasificación a la Copa Sudamericana 2014, pero un error de la AFA lo privó de disputar dicho torneo internacional por primera vez en su historia, luego de que, insólitamente, Boca Juniors ocupara la plaza que le correspondía a Olimpo, a pesar de haber derrotado en un partido de desempate a Vélez en Mar del Plata y clasificar a la Copa Libertadores 2015, debiendo haber cedido su lugar en la Copa Sudamericana citada. Olimpo también se destacó por haber goleado a los «cinco grandes» del fútbol argentino: 3-0 a Independiente en 2003, 3-0 a San Lorenzo en 2005, 3-0 a Racing en 2006, 4-0 a River Plate en 2007 y 3-0 a Boca Juniors en 2013. Tomando en cuenta los puntos obtenidos entre los años 2000 y 2019, Olimpo integra la tabla de las primeras dos décadas del siglo XXI de la Primera División de Argentina ocupando la posición 20 con 472 puntos obtenidos, luego de disputar 21 de los 36 torneos que se jugaron en dicho plazo.
Además de estos dos deportes importantes, el Club Olimpo cuenta con otras disciplinas: patinaje artístico (su equipo de precisión "Roller Dreams" se consagró campeón mundial en 2014), vóley (siendo líder indiscutido de este deporte en Bahía Blanca), natación, gimnasia artística, futsal, aikido, yudo, ajedrez, iaidō y karate.
Su clásico rival histórico es el Club Atlético Liniers, el cual también es de Bahía Blanca y con el que disputa el denominado clásico del centro. También disputa el clásico bahiense con Villa Mitre.

## Historia

### Acta de fundación

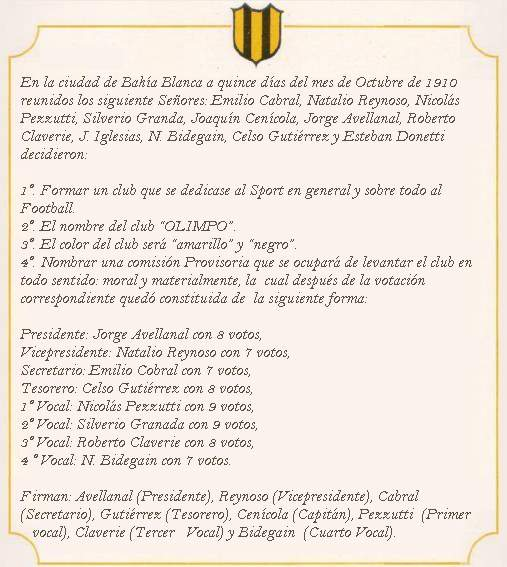
Acta Fundacional del Club.

La siguiente es la transcripción de un extracto del acta de fundación original del club:

EQUIPO ARGENTINO
En la ciudad de Bahía Blanca a quince días del mes de octubre de 1910 reunidos los siguientes Señores: Emilio Cabral, Natalio Reynoso, Nicolás Pezzutti, Silverio Granda, Joaquín Cenícola, Jorge Avellanal, Roberto Claverie, J. Iglesias, N. Bidegain, Celso Gutiérrez y Esteban Donetti decidieron:
1° Formar un club que se dedique al Sport en general y sobre todo al Football.
2° El nombre del club "OLIMPO".
3° El color del club será "amarillo" y "negro".
4° Nombrar una comisión Provisoria que se ocupará de levantar el club en todo sentido: moral y materialmente...
Acta fundacional de Olimpo

### Fundación y nombre del club
El 15 de octubre de 1910, un grupo de ciudadanos de Bahía Blanca se reunieron con el objetivo de formar un club que se dedique al deporte, en especial a la práctica del fútbol. El hecho se dio en una modesta casa de la primera calle de Sarmiento, que después se iba a transformar en la sede actual del club.
En primer lugar, se decidió por votación de 11 a 2 que el nombre sea Olimpo, en referencia al monte homónimo que la mitología griega señala como cuna y morada de los Dioses. Quedaron así en camino otras propuestas como Libertad y River Plate. Finalmente, fue Avellanal el que propuso los colores amarillo y negro ya que, nacido en Uruguay, era simpatizante del Club Atlético Peñarol.
Así se formó la primera comisión directiva que se ocuparía de levantar el club en lo social y obviamente en lo material. Jorge Avellanal fue designado presidente de la institución, siendo Natalio Reynoso el vicepresidente, Emilio Cabral el secretario y Celso Gutiérrez el tesorero. Asimismo, Nicolás Pezzutti, Silverio Granda, Roberto Claverie y Manuel Bidegain se convirtieron en vocales.

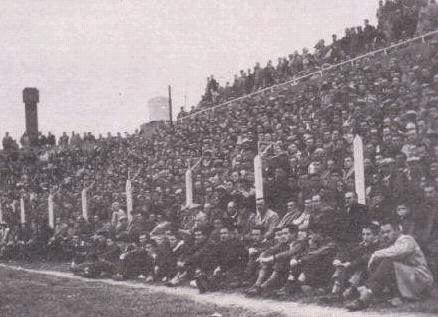
Estadio repleto en la década de los años 1940.

### Práctica del fútbol
Olimpo durante su historia se ha destacado por la práctica del fútbol. Sin embargo, dicho deporte tuvo su auge en el club a partir de la década de 1960. Anteriormente, Olimpo disputaba solamente torneos de la Liga del Sur, mediante la cual, el ganador de la misma, tenía acceso a disputar el Torneo Regional, y el campeón de este torneo se clasificaba al Torneo Nacional, primera división del fútbol argentino en ese momento.

#### 1967-1984: Primeras experiencias en el Torneo Regional y a un paso del Torneo Nacional
En 1950, Olimpo fue invitado por la Asociación del Fútbol Argentino para ser afiliado e incorporado al campeonato de Primera División B de 1951, como parte de un proyecto que buscaba afiliar clubes cercanos del interior del país. Sin embargo, el club terminó por no participar del torneo de la AFA.
En 1966 Olimpo fue campeón de la Liga del Sur, clasificándose así para el Torneo Regional 1967. En dicho torneo integró el grupo D junto a Villa Congreso de Viedma, equipo al que superó ampliamente por un global de 6-2. Esto lo llevó a jugar la Ronda Final con San Lorenzo de Mar del Plata, club que fue superior en ambos encuentros, eliminando a Olimpo por un global de 3-0. De esta forma Olimpo clasificó al Torneo Promocional 1967, dándose el gusto de enfrentar a Huracán de Parque Patricios, Atlético Juventud de San Juan, Racing de Córdoba, Banfield, Gimnasia y Esgrima de La Plata, Sportivo Guzmán de Tucumán y Colón de Santa Fe. En este torneo Olimpo no obtuvo buenos resultados, por lo que terminó en la posición 6. Terminaba así la primera participación del club en un torneo de equipos a nivel nacional y así se convirtió en el primer equipo de la Liga del Sur en hacerlo.
Luego de ser el campeón de la Liga del Sur en 1968, Olimpo clasificó nuevamente al Torneo Regional 1969. Integró el grupo D y fue eliminado en la Etapa Final por San Lorenzo de Mar del Plata tras un global de 3-2. Esto lo clasificaba a una semifinal por la Quinta Plaza contra Sportivo Desamparados de San Juan, perdedor del grupo C. Luego de 2 empates (0-0 y 2-2), Olimpo sería eliminado de forma insólita ya que el árbitro decidió resolver el partido mediante un lanzamiento de moneda, que favoreció a los sanjuaninos. Entre los jugadores destacados del "aurinegro" se destacó la presencia de Ángel Cappa.
Tras 8 años sin ganar la Liga del Sur, en 1976 Olimpo entraba en una racha de coronarse campeón de dicha liga por 13 años consecutivos (hasta 1988).
En el Torneo Regional 1977 dejaba afuera a Estación Quequén y Sierra Chica de Olavarría por un global de 8-2 y 2-1 respectivamente. Fue eliminado en la Tercera Etapa por penales tras empatar en un global de 2-2 con Santamarina de Tandil.
En el Torneo Regional 1978 vencía a Estudiantes de Olavarría por un global de 7-2 y fue eliminado en la Segunda Etapa por penales tras empatar en un global de 1-1 con Huracán de Tres Arroyos.
En el Torneo Regional 1979 eliminaba a San Lorenzo de Mar del Plata y Cemento Armado de Azul por un global de 4-2 y 6-1 respectivamente. Quedaba afuera del torneo en la Cuarta Etapa por gol de visitante luego de empatar 1-1 y 2-2 ante Jorge Newbery.
En el Torneo Regional 1980 integra el Grupo 1 (Subzona A) junto con Independiente de Bolívar, Gimnasia de Chivilicoy, Independiente de Campana, Juventud de Pergamino y Villa Montoro de La Plata, la cual ganaría luego de 7 triunfos, 1 empate y 2 derrotas. De esta forma clasificada a la Segunda Etapa con Estudiantes de Olavarría y Santamarina de Tandil, ganadores de las Subzonas B y C respectivamente. Olimpo finalizaría esta etapa en la posición 3 tras 1 victoria y 3 derrotas, quedando así eliminado.
En el Torneo Regional 1981 integra el Grupo 1 (Subzona B) junto con Loma Negra de Olavarría, Huracán de Tres Arroyos, Independiente de Bolívar y Calaveras de Pehuajó. Luego de 3 victorias, 2 empates y 3 derrotas finaliza en la posición 4 y así termina con su participación en ese torneo.
En el Torneo Regional 1982 integra el Grupo 1 (Subzona A) y elimina en las 2 primeras etapas a San Martín de Pehuajó y a Loma Negra de Olavarría por un global de 8-2 y 3-2. Olimpo termina ganando tras dejar afuera en la semifinal a Huracán de Tres Arroyos  y en la final a Alvarado de Mar del Plata por un global de 3-0 y 6-4 respectivamente. Esto lo llevaba a disputar la Ronda Final por el ascenso al Torneo Nacional contra Mariano Moreno de Junín, ganador de la Subzona B. Olimpo quedaba a un paso de clasificarse a la elite del fútbol argentino tras empatar por un global de 5-5, que dio por ganador a los juninenses por gol de visitante.
En el Torneo Regional 1983 integra el Grupo 1 (Subzona C) junto con Loma Negra de Olavarría, Huracán de Tres Arroyos, Independiente de Bolívar y Deportivo Maderense de Pehuajó. Luego de 6 victorias, 1 empate y 1 derrota, Olimpo finalizó su participación en la posición 2 a tan solo 2 puntos de los olavarrienses. Entre los jugadores "aurinegros" se destaca la presencia de Raúl Daniel Schmidt, máximo goleador de la historia del club con 188 goles.

#### 1984-1986: Campeón Torneo Regional, primera participación en el Torneo Nacional y Liguilla pre-Libertadores
En el Torneo Regional 1984 integra el Grupo 1 (Subzona C) junto con Loma Negra de Olavarría, Huracán de Tres Arroyos, Independiente de Bolívar y Deportivo Maderense de Pehuajó. Luego de terminar invicto ganando los 8 partidos, marcando 27 goles y solo recibiendo 3, se clasifica a la Ronda Final junto con Rivadavia de Lincoln, Racing de Gardey y Belgrano de Zárate. Tras 4 victorias y 2 derrotas, Olimpo termina en el primer puesto, lo que le permitió el acceso al Torneo Nacional, logrando así su primera participación en la Primera División, pudiéndose enfrentar a los equipos más grandes de todo el país. Este hecho histórico para el club se logró en un Estadio Carminatti repleto tras derrotar por 7-1 a los zarateños.
En el Torneo Nacional 1984 integra el Grupo H junto con Atlanta, Unión San Vicente y Estudiantes de La Plata. Tras 3 victorias, 1 empate y 2 derrotas, Olimpo finaliza segundo por lo que clasifica a la octavos de final. Allí se enfrenta a Newell's Old Boys y luego de 2 empates (0-0 y 1-1) queda eliminado en los penales por 7-6.
Tras su primera experiencia en el Torneo Nacional, vuelve a disputar el Torneo Regional. En 1985 integra el Grupo 1 (Subzona C) junto con Loma Negra de Olavarría, Independiente de Bolívar, Acerías de Bragado y Deportivo Argentino de Pehuajó. No tiene una gran actuación, ya que con 2 victorias, 2 empates y 3 derrotas, finaliza su participación en la posición 3.
En el Torneo Regional 1985/86 integra el Grupo C de la Zona Este junto con Atlético Argentino de Tres Lomas, Paraná F.C. de San Pedro, Sarmiento de Coronel Suárez, Independiente de General Madariaga, Independiente de Bolívar y Gimnasia y Esgrima de Mercedes. Tras 8 victorias, 3 empates y 1 derrota, Olimpo clasifica a la Segunda Fase, donde se enfrenta a Defensores de Belgrano de San Nicolás, Estudiantes de Olavarría y Ferro de Trenque Lauquen. En esta instancia termina invicto, luego de 4 victorias y 2 empates, por lo que avanza al Grupo B de la Tercera Fase, junto con Guaraní Antonio Franco y Atlético Güemes. Allí consigue 3 victoria y 1 derrota, que lo clasifica a la Final, que disputa con Belgrano de Córdoba. Tras perder por un global de 6-3 a favor de los cordobeses, Olimpo se consagra subcampeón de dicho torneo, y ya que en ese momento el Torneo Nacional no existía, la AFA le otorga a los finalistas la clasificación a la Segunda Fase de la Liguilla pre-Libertadores de 1986.
En dicha fase de la liguilla, Olimpo enfrenta a Boca Juniors y en su primera participación en La Bombonera, consigue un empate por 1-1 en el partido de ida. En la vuelta en el Estadio Carminatti termina los 90 minutos con un empate por 2-2, pero en el tiempo suplementario, cae por 3-2 y cierra su experiencia en la liguillla con un gran papel en ambos partidos.
Los futbolistas referentes de la institución en la década de los 80 fueron: Manuel Cheiles, Raúl Daniel Schmidt, José Ramón Palacio (padre de Rodrigo Palacio) y Ramón Mansilla.

#### 1986-1992: Reestructuración de las categorías, campeón del Torneo del Interior y breve paso por la B Nacional
Posteriormente, a partir de 1986, los Torneos Regionales comenzaron a organizarse de distinta manera, llamándose Torneos del Interior, que ocupaba la tercera categoría del fútbol argentino. Ahora éstos brindaban el derecho a su ganador a jugar en el recién creado Torneo Nacional B, que componía la segunda categoría. A través de ese torneo, los clubes pertenecientes a las ligas regionales, que hasta entonces solo habían competido en la primera categoría como equipos invitados al Campeonato Nacional fueron incorporados al sistema de ascensos y descensos para darle la posibilidad de participar de la Primera División activamente.
Olimpo comienza a participar de este torneo en su primera edición, en la que integra la zona de la Provincia de Buenos Aires. Allí elimina a El Linqueño en los cuartos de final por un global de 4-2. Luego en la semifinal enfrenta a Argentino de San Nicolás. Tras perder 2-1 en aquella ciudad y ganar 3-0 en Bahía Blanca, disputa un tercer partido en Olavarría donde deja afuera a los nicoleños luego de ganarale por 1-0. En la final en busca del ascenso su rival es Douglas Haig. Después de vencerlo por 1-0 en el Estadio Carminatti y caer por 2-1 en Pergamino, se juega un partido desempate en Tandil el cual Olimpo pierde por 1-0 y queda a un paso del ascenso a la Primera B Nacional.
En el Torneo del Interior 1986/87 integra la Zona A de la Región Bonaerense junto a Grupo Universitario de Tandil,  Kimberley, Sportivo Piazza de Azul, Estudiantes de Olavarría y Ferro de Trenque Lauquen. Olimpo termina en la primera posición, con 7 victorias, 2 empates y 1 derrota, por lo que clasifica a la final de zona contra Argentino Oeste de San Nicolás, segundo de la Zona B. Tras perder por 3-2 en Bahía Blanca y ganar por 3-1 en San Nicolás, se vuelven a enfrentar en un tercer partido en Azul en el que Olimpo queda eliminado en los penales por 5-4 luego de empatar en 0.
En el Torneo del Interior 1987/88 integra la Subzona C de la Región Bonaerense junto a Deportivo Argentino de Pehuajó, San Martín de Roberts y  Mariano Moreno de Junín. Olimpo termina en la primera posición con 4 victorias, 1 empate y 1 derrota y avanza a la Ronda Final con Argentino Oeste de San Nicolás y Club Mercedes. Olimpo finaliza en la primera colocación ganando los 4 partidos, marcando 7 goles y recibiendo solo 1. Clasifica a la Etapa Final, donde elimina en los cuartos de final a Argentinos del Sud de Gaiman por un global de 9-0, en semifinales vence por un global de 9-3 a San Martín de Mendoza y en la final se enfrenta a Estación Quequén, donde empata 1-1 en Bahía Blanca y pierdo por 1-0 en Necochea y nuevamente queda a un paso del ascenso a la Primera B Nacional.
En el Torneo del Interior 1988/89 integra el Grupo A de la Región Bonaerense junto a Compañía General de Salto, Emilio Bunge de General Villegas y Rivadavia de Junín. Olimpo finaliza en la primera posición con 4 victorias, 1 empate y 1 derrota, por lo que avanzó a la Final del Grupo con Compañía General de Salto y Defensores de Belgrano de Villa Ramallo, tras 3 victorias y 1 empate clasifica al Torneo Zonal Sureste. En cuartos de final elimina a Central Córdoba de Rosario tras ganarle por 3-2 en el Estadio Carminatti y empatar en 0 de visitante. Ya en semifinales vence en ambos partidos a Alianza Futbolística de Villa Mercedes por 2-1 en aquella ciudad y por 6-0 en Bahía Blanca. El ida y vuelta de las finales con Juventud Alianza de San Juan fue muy duro, pero Olimpo se hizo fuerte y, por diferencia de gol, logró vencer a los sanjuaninos. El primer partido fue de local y fue victoria del "aurinegro" por 3-1, mientras que en la vuelta perdió por 2-1. De esta manera, Olimpo ascendía por primera vez en su historia a la Primera B Nacional, a pesar de ya haber estado en Primera División en 1984.
En su primera participación en la Primera B Nacional en la edición 1989/90, Olimpo se volvió a dar el gusto de enfrentarse a equipos grandes del fútbol argentino como Huracán, Banfield, Gimnasia de La Plata, Colón de Santa Fe, Lanús, entre otros. 22 equipos equipos conformaban el torneo y se disputaban 42 fechas por el sistema de todos contra todos a dos ruedas, ida y vuelta. Entre los partidos más importantes se destacan 2 victorias por 3-0 en el Estadio Carminatti: a Banfield en la fecha 6, con goles de José Ramón Palacio, Ramón Mansilla y Francisco Vargas, y a Tigre en la fecha 36, con goles de Alfredo Oviedo, Luis Díaz y Raúl Schmidt. Olimpo no pudo acostumbrarse a la categoría por lo que tuvo una mala campaña, donde terminó en la posición 21 con 30 puntos, tras 10 victorias, la misma cantidad de empates y 22 derrotas. Esto lo condenó al descenso, ya que con un promedio de 0,714 terminó en la posición 21 de la tabla del descenso. Pese a esto, el que si tuvo una buena campaña fue Raúl Schmidt, que con sus 15 goles fue el que más hizo en Olimpo y quedó a solo 5 del goleador del campeonato, Juan Carlos Almada.
Tras el descenso, Olimpo vuelve a participar del Torneo del Interior, en este caso en la edición 1990/91. Donde integra el Grupo B de la Región Bonaerense junto a Huracán de Tres Arroyos, Peñarol de Pigüé y Palermo de Necochea. Finaliza en la segunda posición, debajo de Huracán de Tres Arroyos por diferencia de gol, con 3 triunfos, 2 empates y 1 derrota. Por lo que avanza al Grupo 2 de la Segunda Ronda con Ingeniero White de Banderaló,  Huracán de Tres Arroyos y Argentino de Trenque Lauquen. Tras 5 victorias y solo 1 derrota, Olimpo clasifica al Grupo 2 de la Etapa Final junto a Jorge Newbery de Rojas, Ingeniero White de Banderaló y Mariano Moreno de Junín. Luego de terminar invicto con 5 victorias,1 empate, 19 goles a favor y solo 3 en contra, Olimpo avanza a los cuartos de final de Torneo Zonal Sureste con Petroquímica de Comodoro Rivadavia. Luego de un resultado adverso de local, donde cae por 3-2, se hace fuerte de visitante y da vuelta la llave con un contundente 2-0 que lo clasificó a la semifinal junto a San Martín de San Juan. Después de un 2-0 a favor de los sanjuaninos, Olimpo no puede revertir ese resultado de local y queda eliminado, pese a haber ganado el partido por 1-0.
En el Torneo del Interior 1991/92 integra el Grupo B de la Región Bonaerense junto a Estación Quequén, Sarmiento de Pigüé y Boca Juniors de Tres Arroyos. Olimpo finaliza en la segunda posición, luego de 3 victorias, 1 empate y 2 derrotas, por lo que avanza al Grupo 2 de la Segunda Etapa con Estación Quequén, Calaveras de Pehuajó y Barrio Alegre deTrenque Lauquen. Tras terminar invicto en la primera posición con 3 victorias y 3 empates clasifica al Grupo B de la Etapa Final junto a Belgrano de San Nicolás, Villa Belgrano de Junín y Estación Quequén. Luego de malos resultado, 2 victorias, 1 empate y 3 derrotas, Olimpo finaliza en la segunda posición, pero no le alcanzó para seguir en el torneo.

#### 1995-2001: Ganador del Torneo Reclasificatorio ante Villa Mitre, regreso y consolidación en la B Nacional
En 1995 se crea el Torneo Argentino A, con el objetivo de incorporar equipos indirectamente afiliados a AFA a competiciones nacionales. Dicho ganador asciende a la B Nacional. Olimpo participa de la primera edición de dicho torneo en la Zona Sur, en la cual finaliza en la cuarta posición, tras 6 victorias, 5 empates y 3 derrotas, y logra avanzar a la Zona A de la Zona Campeonato. Luego de 5 victorias, 4 empates y 5 derrotas, termina su participación en la sexta posición a tan solo 1 punto de continuar en el torneo. Cabe destacar que en la primera fecha de esta zona Olimpo venció por 6-1 a Villa Mitre, en una goleada histórica donde empezaba a convertirse en el nuevo clásico del aurinegro. José Luis Rodríguez y Julio Morán anotaron ambos 2 goles, y Mario Álvarez y Sergio Tassara marcaron ambos un tanto.
En 1996, tras una reestructuración que iba a sufrir la segunda división para la próxima temporada 1996/97, se agregaron más plazas de ascenso. Por lo que se le otorgó la posibilidad a la Liga del Sur de tener un representante en dicha categoría. Olimpo y Villa Mitre se disputaron esta plaza en el Torneo Reclasificatorio. El primer partido tiene lugar en el Estadio Carminatti donde Olimpo se impone por 1-0 con un tanto de Mario Álvarez. El segundo partido se disputa en cancha de los tricolores, donde estos empatan la serie tras ganar por 2-1. El partido definitorio se juega en cancha de Liniers, donde el aurinegro gana el encuentro por 2-0 con goles de Horacio Grecco y, nuevamente, Mario Álvarez. De esta forma, Olimpo le gana el ascenso a la segunda categoría a Villa Mitre y vuelve a la B Nacional tras 6 años de ausencia.
En su regreso al segundo escalón del fútbol argentino, la Primera B Nacional 1996/97 sufre un cambio en su formato. El torneo se dividió en zonas, una para los equipos indirectamente afiliados a AFA, y otro para los directamente afiliados. Olimpo integra la Zona A1 junto a equipos como Belgrano de Córdoba, San Martín de San Juan, Atlético de Rafaela y Aldosivi, entre otros. Además, se le asigna a Cipolletti como partido interzonal. Se destaca la victoria de visitante en la fecha 5 frente a Aldosivi por 5-0, siendo la mayor goleada de Olimpo en la B Nacional. En dicha zona finaliza en el cuarto puesto, tras 8 victorias, 2 empates y 6 derrotas, por lo que debe jugar un desempate contra Instituto de Córdoba, cuarto de la Zona A2. Este partido se disputa en el Estadio Centenario de Quilmes con una victoria por 3-0 de Olimpo frente a los cordobeses. De esta manera obtiene la clasificación a la Zona Campeonato en busca del ascenso, junto con equipos importantes como Argentinos, Talleres de Córdoba y Godoy Cruz. Finaliza su segunda participación en la segunda división en la décima posición, luego de 7 victorias, mismo número de empates y 12 derrotas. Olimpo cierra un buen año salvando la categoría, ya que en esos momentos el club se encontraba en una seria crisis económica, estando al borde de desaparecer. Para ese entonces, Jorge Ledo culminaba su primer año como presidente del club.
En la Primera B Nacional 1997/98 integra la Zona Interior, en la cual finaliza en el puesto 14, tras 6 victorias, 11 empates y 13 victorias. De esta manera avanza a la Zona Permanencia, donde termina en la cuarta posición con 7 victorias, 3 empates y 4 derrotas, por lo que no le alcanza para clasificarse al Torneo Reducido y finaliza así su participación.
En la Primera B Nacional 1998/99 integra la Zona Interior con la incorporación del histórico volante Rogelio Martínez, el cual disputó un total de 312 partidos en el club. En esta zona termina en el séptimo puesto, con 11 victorias, 10 derrotas y 9 victorias. De esta manera, clasfica al Torneo Reducido en busca del ascenso. En primera ronda su rival fue San Martín de Mendoza, el cual vencería en ambos partidos, 2-0 de visitante y 2-1 de local. En octavos de final se enfrenta a San Martín de Tucumán que, tras el empate por 2-2 en Bahía Blanca, elimina a Olimpo en su cancha ganándole por 2-0.
En la Primera B Nacional 1999/00 integra la Zona Interior, nuevamente con su clásico Villa Mitre, ascendido del Torneo Argentino A. En la fecha 11 en el Estadio Carminatti, Olimpo  vence a los tricolores por 1-0, con un tanto de Roberto Galarza. En la vuelta, en la fecha 26, el partido se queda sin dueño, tras empatar por 2-2 con goles de Renato Cisneros y  Daniel Bazán Vera. Finaliza su participación en el torneo en el noveno puesto, con 10 victorias, 11 empates y 9 derrotas, a solo 4 puntos de ingresar al Torneo Reducido. Olimpo cierra el torneo de buena manera, luego de los 41 puntos obtenidos, sumado a 43 puntos de la temporada anterior, llevaba su promedio a 1,400. Pero pese a este buen número no podía descuidarse, ya que ese mismo año la AFA había anunciado que en la siguiente temporada descenderían 7 equipos, por una nueva reestructuración, lo que lo complicaba seriamente en los promedios.
En la Primera B Nacional 2000/01 integra la Zona Interior. Olimpo no tiene un buen torneo, ya que con sus 9 victorias, 5 empates y 18 derrotas finaliza en el puesto 15 de 17. Pese a esto, pudo mantenerse en la categoría tras quedar arriba de All Boys, último equipo descendido, por tan solo 6 puntos. La única alegría del aurinegro en este duro torneo fue en la fecha 29, luego de vencer a Villa Mitre en el Estadio Carminatti por 1-0 con gol de Rogelio Martínez, uno de los 2 goles que convirtió en su carrera profesional. Además de la gran actuación de Martínez, se destacaron Lucio Ramos y Roberto Galarza.

#### 2001-2006: Campeón de la B Nacional, primer ascenso, quinto puesto y 4 temporadas consecutivas en la Primera División
Luego de la anterior mala campaña y nuevamente con los 7 descensos en la categoría, para el comienzo de la Primera B Nacional 2001/02 Olimpo contaba con un promedio muy bajo. Por lo tanto, la comisión presidida por Jorge Ledo , y con Gustavo Alfaro como entrenador, arma un plantel experimentado, con el objetivo de aumentar el promedio y, de esta manera, evitar el descenso. Para ello trae grandes refuerzos como Julio César Gaona, Leandro Desábato, Mauro Laspada, Ceferino Díaz, José Zelaya, entre otros. Sin embargo, el equipo supera ampliamente las expectativas y, tras vencer como local, en un Estadio Carminatti colmado, a Instituto de Córdoba por 4 a 0 en la última fecha, se corona campeón del Torneo Apertura y asciende por primera vez, de forma directa, a la Primera División, para volver a enfrentar a los equipos más importantes del país. Además, se lo consideró como el campeón anual y no tuvo que disputar el Torneo Clausura. En el histórico día del ascenso, el 27 de diciembre de 2001, el capitán y referente Ceferino Díaz marca 2 tantos, José Zelaya anota un gol y Mauro Laspada marca un golazo, muy recordado por los hinchas de Olimpo, de tiro libre desde la puerta del área, para sellar la fiesta aurinegra. La gran campaña del equipo dirigido por Gustavo Alfaro la finaliza con 13 victorias, 7 empates y solo 4 derrotas, solo 1 punto por encima de su perseguidor Quilmes. En tanto, el clásico frente a Villa Mitre se diputa en a fecha 22 y termina con un empate por 1-1 con un gol de Ceferino Díaz. Esa misma temporada, los tricolores descienden al Torneo Argentino A, y el clásico bahiense no se volvería a disputar hasta 2006.
Olimpo tuvo que esperar 6 meses para volver a la máxima categoría del fútbol argentino, tras su participación en el Torneo Nacional 1984. Esto le generó un problema económico, ya que el club debía seguir funcionando, que pudo ser sobrellevado con los 240.000 pesos que la AFA le dispuso luego de coronarse campeó de la B Nacional. Además, se hicieron campañas para seguir aumentando la masa societaria del club. Pese a este problema, la comisión directiva emprende un proyecto para remodelar el Estadio Carminatti, para que tenga una capacidad para 20.000 espectadores y se ajuste a las medidas de seguridad requeridas por la AFA.
Para afrontar el Torneo Apertura 2002 Olimpo trae jugadores de jerarquía como Silvio Carrario, Juan Abaurre, Leonardo Mas, José Albornoz, Eduardo Domínguez, entre otros. Además, luego de la ida de Gustavo Alfaro a Quilmes, asume como director técnico Julio César Falcioni. En contrapartida, se van del club jugadores importantes como Julio César Gaona (Junior, Colombia), Ceferino Díaz (Deportivo Quito, Ecuador), José Zelaya (Atlante, México). En su primer partido luego del ascenso enfrenta a Arsenal (equipo ascendido junto a Olimpo) en el Estadio Ciudad de Lanús, el cual es victoria por 1-0 para los de Sarandí. En la fecha 2, en el empate en 0 frente a Talleres de Córdoba, se estrena la remodelación del Estadio Carminatti. Olimpo finaliza su primera participación tras la vuelta a Primera División en el puesto 17 (arriba de equipos como Estudiantes y Huracán), con 5 triunfos, 5 empates y 9 derrotas. Se destaca su primera victoria en el torneo, ya que en la fecha 4 en el Estadio Carminatti vence por 2-0 a Rosario Central, equipo que en ese entonces era dirigido por César Luis Menotti y venía puntero luego de tres triunfos consecutivos. Los autores de los goles fueron Hernán Medina y Juan Abaurre.
Para el Torneo Clausura 2003 viene al club el delantero Cristian Castillo. Este sería un gran torneo para Olimpo ya que finaliza en el quinto puesto con 31 puntos, producto de 9 victorias, 4 empates y 6 derrotas. En la tabla de posiciones termina arriba de equipos como San Lorenzo, Independiente y Racing, y solo fue superado por River, Boca, Vélez y Rosario Central. Se destacan las victorias ante Independiente de local por 3-0 con goles de Silvio Carrario, Héctor González y Eduardo Domínguez, ante Racing en el Estadio Presidente Perón por 2-0 con dos tantos de Cristian Castillo y ante Vélez, equipo puntero en ese entonces, en el Estadio Amalfitani por 1-0 también con gol de Cristian Castillo. El mismo Cristian Castillo sería el máximo anotador de Olimpo y el cuarto goleador del torneo con 11 tantos en 18 partidos, solo superado por Luciano Figueroa, Roberto Nanni y Fernando Cavenaghi.
Olimpo cierra una excelente participación en la Primera División 2002/03, sumando una totalidad de 51 puntos, terminando en la décima posición en la tabla acumulada y quedando a solo 6 puntos de ingresar a la Copa Sudamericana. Además, supera ampliamente su objetivo de mantener la categoría ni llegar a la promoción, ya que con sus 51 puntos en 38 partidos finaliza con un promedio de 1,342, lejos de los puestos de descenso.
Para la Primera División 2003/04 Olimpo debe cambiar de técnico luego de la ida de Julio César Falcioni a Banfield, por lo que asume la dirección técnica Enzo Trossero. Además, muchos jugadores que estuvieron en la temporada anterior se fueron a otros clubes, como los goleadores Silvio Carrario (Lanús) y Cristian Castillo (Independiente), y los defensores Marcelo Bustamante (Vélez) y Eduardo Domínguez (Racing), entre otros. En cambio, llegaron como refuerzos Nicolás Cambiasso, Javier Páez, Óscar Mena, Hernán Buján, entre otros.
Olimpo comienza el Torneo Apertura 2003 de la peor manera, ya que en las primeras 10 fechas solo pudo conseguir 3 puntos, producto de 3 empates y 7 derrotas, De esta manera, Enzo Trossero renuncia a su cargo dejando al equipo sin ninguna victoria y con 6 partidos consecutivos sin convertir. En la fecha siguiente asume como entrenador Roberto Saporiti, quien en su primer partido le da la primera victoria a Olimpo, derrotando a Banfield por 3-1 en el Estadio Carminatti, con goles de Óscar Mena, Carlos Duré y Alejandro Delorte. Una semana más tarde, y nuevamente de local, el equipo vuelve a la victoria tras ganarle por 3-0 a Colón con 2 tantos de Alejandro Delorte y uno de Javier Mazzoni. Luego tendría dos derrotas consecutivas, pero en las últimas cinco fechas Olimpo cerraría el torneo de la mejor manera: empate 2-2 de visitante ante Rosario Central con goles de Óscar Mena y Javier Páez, victoria de local por 1-0 ante Vélez con gol de Fernando Clementz, empate 1-1 en la Bombonera ante el campeón Boca con gol de Mauricio Hanuch, victoria de local por 2-0 ante Chacarita con goles de Carlos Duré y Alejandro Delorte, y victoria de visitante (el único en el torneo) por 2-1 ante Racing con goles de Javier Mazzoni y Leonardo Mas. De esta manera, con los 17 puntos en 8 partidos obtenidos por Roberto Saporiti, Olimpo finaliza el torneo en la posición 18 con 20 puntos producto de 5 victorias, misma cantidad de empates y 9 derrotas. Alejandro Delorte, surgido de las inferiores de Olimpo, sería el goleador del equipo con 6 tantos, a solo 2 goles de jugadores como Carlos Tévez y Diego Milito.
Tras la mala campaña en el Apertura, Olimpo debía sumar más puntos para evitar la promoción y mantener la categoría, pero de todas formas, para el Torneo Clausura 2004 el técnico Roberto Saporiti ordenó no traer ningún refuerzo, ya que con los jugadores que tenía disponibles le bastaba. Pese a la confianza del DT, el aurinegro no tendría una buena campaña, tras varias derrotas y empates, se destaca la victoria de visitante por 2-0 ante Atlético Rafaela con goles de Óscar Mena y Fernando Clementz, la victoria también de visitante por 1-0 ante Quilmes con un tanto de Alejandro Delorte, la histórica primera victoria ante San Lorenzo en el Estadio Carminatti por 2-0 con goles de Mauro Laspada y Leonardo Mas y empate 2-2 con Boca, que peleaba el torneo, con tantos de Mauro Laspada y Diego Galván. En la fecha siguiente, la anteúltima, Olimpo gana un partido muy importante a Chacarita de visitante por 2-1 con goles de Hernán Buján y Hernán Medina, ya que al ganarle Talleres de Córdoba a River, complicaba al aurinegro y podía hacerlo perder la categoría. En la última fecha, Olimpo recibe a Racing, partido que termina empata 1-1 con gol de Alejandro Delorte. Al finalizar este encuentro, Talleres de Córdoba estaba visitando a Quilmes, y si los cordobeses ganaban dicho partido condenaban a Olimpo a jugar la promoción, por lo que los jugadores y la hinchada se quedaron en el campo de juego del Estadio Carminatti escuchando los minutos finales de aquel encuentro, que termina en un empate en 0, y de esta forma Olimpo se salvaba de disputar la promoción por tan solo 2 puntos y Talleres de Córdoba descendía a la B Nacional tras perder con Argentinos. Olimpo finaliza el torneo en la posición 16 con 19 puntos, producto de 4 victorias, 7 empates y 8 derrotas.
Olimpo cierra un torneo regular en la Primera División 2003/04, sumando una totalidad de 39 puntos, cumpliendo su objetivo de permanecer en el máxima categoría, pero termina con un promedio bajo (1,184) para la siguiente temporada.
Olimpo logró mantenerse en la Primera División durante 4 temporadas consecutivas. Como suele ocurrirles a los equipos recién ascendidos, no contó con plantel fijo durante su estancia en primera división. A pesar de esto tuvo buenas campañas que le permitieron continuar en la máxima categoría sin siquiera tener que jugar la promoción. Por ejemplo, en la temporada 2002/2003, su primera en la división mayor, cosechó 51 puntos (sumando los del Torneo Apertura y Clausura), siendo ésta su mejor campaña hasta el momento. De todos modos, tras el Clausura 2006 y a pesar a la buena temporada que hizo (logró 49 puntos), no pudo sortear la Promoción debido al promedio que acarreaba luego de dos malas campañas y debió enfrentarse con Belgrano de Córdoba en dicha instancia. Perdió ambos partidos por 2-1, con lo que descendió a la Primera B Nacional.
Sus partidos más significativos en estas cuatro temporadas en la Primera División fueron sus triunfos como local ante Independiente por 3-0 y en el Estadio Presidente Perón ante Racing Club por 2-0 en el Clausura 2003, como local ante San Lorenzo de Almagro por 3-0 en el Clausura 2004 y en el Monumental ante River Plate en el Clausura 2005 por 2-0 y por 2-1 en el Apertura del mismo año, esta vez como local.

#### 2006-2007: Campeón de la B Nacional, ganando el Torneo Apertura y el Torneo Clausura
La Comisión Directiva se encargó de armar un plantel de alta jerarquía para disputar la temporada 2006–2007 de la segunda categoría del fútbol argentino. Olimpo, con Ismael Blanco como goleador de ambos torneos, logró retornar esa misma temporada a la Primera División, tras ser el vencedor del Torneo Apertura y del Torneo Clausura. El 3 de junio se decretó el ascenso, tras vencer a Atlético Rafaela por 2 a 1 en el estadio Roberto Carminatti. Los tantos de Olimpo los marcaron Claudio Martín Cabrera e Ismael Blanco. De esta manera, el equipo conducido por Leonardo Madelón retornaba a la Primera División, tras un paso fugaz por la Primera B Nacional.

#### Período 2007-2008
Para la temporada 2007–2008 de la Primera División, la Comisión Directiva decidió desarmar el plantel que había logrado el ascenso e incorporar futbolistas con amplia experiencia en la categoría. El equipo hizo una campaña regular durante la primera parte del Torneo de Apertura, durante la que fue conducido en primer lugar por Guillermo Rivarola y,
posteriormente, por Roberto Saporiti. Durante la conducción de este último, el equipo logró importantes resultados, como un 4 a 0 frente a River Plate, que lo dejaron en buenas condiciones para afrontar el Torneo Clausura. Sin embargo, en este último torneo, hizo una mala campaña; Saporiti renunció durante la mitad del mismo, dejando al equipo casi descendido. El exjugador de Olimpo, Daniel Florit, se hizo cargo del equipo tras la renuncia del director técnico interino Gustavo Echaniz. El equipo ganó varios partidos, lo que le dio serias esperanzas y chances de permanecer en la categoría. Sin embargo, éstas se esfumaron en el último encuentro de la temporada, tras caer como local con Estudiantes de La Plata, por 2 a 1. De esta manera, Olimpo descendía nuevamente a la Primera B Nacional luego de haber disputado solamente una temporada en la máxima categoría.
En la temporada 2008–2009 de la Primera B Nacional, Olimpo hizo una de las peores campañas de su historia, tras tener serios problemas económicos para con el plantel. Muchos futbolistas abandonaron el club durante el receso, luego de haber realizado varios parates durante la primera fase del torneo, reclamando el pago de sus sueldos. Por lo tanto, Futbolistas Argentinos Agremiados y la AFA inhibieron al club, prohibiéndole adquirir nuevos futbolistas hasta la finalización absoluta del torneo. Olimpo disputó el torneo con futbolistas juveniles, que en su mayoría, disputaban solamente partidos de la Liga del Sur.

#### Período: 2009-2013
En la siguiente temporada, la 2009–2010, Olimpo renovó completamente su plantel. Adquirió futbolistas con mucha experiencia en la categoría y sumó el retorno del histórico Alejandro Delorte. Bajo la conducción de Omar De Felippe, el Aurinegro logró por tercera vez el ascenso a la Primera División. Este hecho se consumó el 4 de mayo de 2010 en el encuentro disputado como local ante San Martín de Tucumán y que finalizó empatado 0 a 0.
En la temporada 2010-2011, Olimpo tuvo un papel muy importante en la Primera División. Arrancó con una muy mala primera ronda, donde terminó en el 17.º lugar con tan sólo 18 puntos. Esta escasa cantidad de puntos, lo obligaba a realizar entre 30 y 35 puntos, para salvarse del descenso. Con una constante pelea por no descender, Olimpo logró el objetivo y acumuló 30 puntos en la segunda etapa del torneo y alcanzó la 4.ª posición, su mejor posición en la historia de la Primera División.
La siguiente temporada, con un nuevo plantel, el equipo tuvo una pobre cosecha de puntos. El 25 de mayo de 2012, Olimpo perdió por 3 a 2 ante San Martín de San Juan en condición de visitante, lo que significó su descenso a la Primera B Nacional para la temporada 2012/13, luego de estar 2 años jugando en la Primera División.

#### Ascenso a la Primera División
El 2 de junio de 2013, faltando 3 fechas y sin jugar (tras el empate en 0 de Sarmiento de Junín con Gimnasia de Jujuy) Olimpo le saca al 4.º de la tabla, Sarmiento, 7 puntos de 6 en juego y logra su cuarto ascenso a Primera División tras solamente una temporada en la Primera B Nacional.
El plantel se enteró de su ascenso mientras volaba hacia Buenos Aires para jugar. Fue el primer ascenso conseguido sin Jorge Ledo.

#### Periodo 2013 - 2017
Olimpo y Talleres de Córdoba disputaron en 2013 una copa amistosa a mediados del mes de junio para celebrar los ascensos de ambos equipos. Olimpo ganó por definición desde el punto penal 5-4, ya que el partido había terminado 1-1 con goles de Juan Sánchez Sotelo para Olimpo, y de Gonzalo Klusener para Talleres. Cerca de 17 mil personas presenciaron el partido, que se disputó en el estadio Mario Kempes de la Ciudad de Córdoba.
De cara al Torneo Inicial 2013, se alejaron del club Gustavo Bou y Juan Sánchez Sotelo, grandes figuras del ascenso de la pasada Primera B Nacional, junto a otros 11 futbolistas, y se sumaron al plantel 14 refuerzos, entre ellos: Ezequiel Cerutti, Pablo Lugüercio, Gustavo Oberman, Paulo Rosales, Javier Reina y Orlando Gaona Lugo, entre otros.
El inicio del torneo no fue el esperado, ya que consiguió tan solo dos puntos en las primeras 5 presentaciones. En la fecha 6, se logró una importante victoria en condición de local frente a Boca Juniors por 3-0, con dos goles de Martín Pérez Guedes y uno de Agustín Vuletich. Más allá de la goleada obtenida, Olimpo no pudo seguir con la racha y consiguió dos puntos en los siguientes cuatro compromisos.
En las fechas 11 y 12, el elenco bahiense disputó dos partidos de visitante, derrotando 2-1 a Vélez Sarsfield e igualando 2-2 ante Gimnasia y Esgrima de La Plata. Todo parecía creer que el equipo había encontrado el rumbo, pero luego sufrió tres derrotas al hilo, entre ellas un 0-4 ante Argentinos Juniors.
Finalmente, Olimpo levantó el nivel y culminó el torneo con cuatro partidos ganados de forma consecutiva, incluyendo el 3-1 frente a Club Atlético River Plate, en el Estadio Monumental, los goles fueron marcados por Martín Pérez Guedes, Iván Furios y David Vega; para el local había abierto la cuenta Giovanni Simeone.
Ya en el Torneo Final 2014, se sumaron Ezequiel Miralles y José Valencia, quien tuvo una gran campaña por lo que fue comprado por el club y posteriormente vendido a Rosario Central. Tras un gran inicio, derrotando en la primera fecha a San Lorenzo en el Estadio Carminatti por 2 a 0, con goles de Ezequiel Miralles e Iván Furios, y luego de una serie de empates, derrotas y victorias, en la que se destaca un 3 a 0 frente a Argentinos con dos goles de José Valencia y uno de Damián Musto, Olimpo cerró un torneo aceptable, finalizando en la décima posición y lejos del descenso.
La Primera División 2014 tuvo características especiales, ya que se presentó como una transición entre la Primera División 2013/14 y la Primera División 2015, que se disputó aumentando a 30 el número de equipos participantes. Por tal motivo, este torneo no contó con descensos. De cara a ese campeonato, debido a que no corría riesgo de descender, la dirigencia hizo un mercado pensando en la economía del club. Sumado a la ida de José Valencia, Olimpo sufrió las bajas de Ezequiel Cerutti, Martín Pérez Guedes, Damián MustoEzequiel Miralles, Dylan Gissi, Pablo Lugüercio, entre otros. Por otra parte, se sumaron Juan Manuel Cobo, Ezequiel Parnisari, quien retornó de su préstamo al Deportivo Anzoátegui, y los colombianos Mauricio Cuero y Miguel Borja. El "Aurinegro" tuvo una campaña para el olvido, finalizado en la posición 19, donde solo se destaca la victoria en condición de visitante frente a Godoy Cruz por 3-0, con goles de Juan Sills, Jonatan Blanco y Miguel Borja.

#### 2018-presente: Dos descensos consecutivos
En el Campeonato de Primera División 2017-18 finalizó último en la Tabla general entre 28 equipos participantes, con apenas 15 puntos (3V, 6E y 18D), quedando 26.º en la Tabla de Descenso.
En el Campeonato de Primera B Nacional 2018-19 finalizó en posición 21º con 25 puntos. Se confeccionaron dos tablas de promedios, una para los equipos directamente afiliados y otra para los indirectamente afiliados a la AFA. Se tomaron en cuenta las campañas de las últimas tres temporadas. El equipo ocupó la 11° posición entre los clubes no afiliados y descendió al Federal A.

## Presidentes
El Club Olimpo ha tenido 24 presidentes diferentes a lo largo de su historia. Se detallan a continuación:
| Período   | Presidente               |
| --------- | ------------------------ |
| 1910      | Jorge Avellanal          |
| 1911      | Emilio Cabral            |
| 1912      | Roberto Claverie         |
| 1913      | Celso Gutiérrez          |
| 1914      | Juan Odiccini            |
| 1915      | Emilio Cabral            |
| 1915      | Roberto Carminatti       |
| 1916-1920 | Genaro Mucci             |
| 1921-1922 | Armando Salvarezza       |
| 1923-1924 | Roberto Carminatti       |
| 1925-1926 | Armando Salvarezza       |
| 1927-1945 | Roberto Carminatti       |
| 1946      | Genaro Mucci             |
| 1947-1961 | Domingo Ighina           |
| 1962-1963 | Roberto Carminatti       |
| 1964-1965 | Eduardo Giustozzi        |
| 1965-1970 | Martín Broggi            |
| 1971-1980 | Mario Oscar Macagno      |
| 1981-1985 | Roberto Oscar Migliorini |
| 1985-1989 | Carlos Alberto Scoccia   |
| 1989-1992 | Ricardo Rabbione         |
| 1992-1995 | Carlos Lemos             |
| 1995-1999 | Paulino Martínez         |
| 1999-2007 | Jorge Ledo               |
| 2008      | Sergio Zabaloy           |
| 2008-2011 | Jorge Ledo               |
| 2011-2017 | Alfredo Dagna            |
| 2017-2019 | Mauro A. Altieri         |
| 2019-2021 | Ángel Tuma               |
| 2021-Act. | Alfredo Dagna            |

## Entrenadores
- 1996-1997:  Luis Díaz[30]
- 1997:  Fernando Areán[31]
- 1997: Subcomisión de fútbol (interino)[32]
- 1998-1999:  Luis Díaz[33]
- 1999-2000:  Eduardo Grispo[34]
- 2000:  Gustavo Echaniz (interino)
- 2000:  Darío Tempesta[35]
- 2000-2001:  Gustavo Echaniz[36]
- 2001-2002:  Gustavo Alfaro[37]
- 2002-2003:  Julio Falcioni[38]
- 2003:  Enzo Trossero[39]
- 2003-2004:  Roberto Saporiti[40]
- 2004:  Juan José Lopéz[41]
- 2004-2005:  Gregorio Pérez[42]
- 2005-2006:  Omar Labruna[43]
- 2006-2007:  Leonardo Madelón[44]
- 2007:  Guillermo Rivarola[45]
- 2007-2008:  Roberto Saporiti[46]
- 2008:  Gustavo Echaniz[47]
- 2008-2009:  Daniel Florit[48]
- 2009:  Horacio Kadour[49]
- 2009-2011:  Omar De Felippe[50]
- 2011:  Mauro Laspada (interino)[51]
- 2012:  Héctor Rivoira[52]
- 2012:  Sergio Hernández (interino)[53]
- 2012-2015:  Walter Perazzo[54]
- 2015:  Alejandro Giuntini (interino)[55]
- 2015-2016:  Diego Osella[56]
- 2016:  Cristian Díaz[57]
- 2016:  Juan Barbas (interino)[58]
- 2017:  Mario Sciacqua[59]
- 2017:  Rubén Forestello[60]
- 2018:  Christian Bassedas[61]
- 2018:  Darío Bonjour[62]
- 2019:  Marcelo Broggi[63]
- 2019:  Sergio Lippi[64]
- 2019-2020:  Pedro Dechat[65]
- 2020:  Leandro Iribarren (interino)[66]
- 2020-2021:  Alejandro Abaurre[67]
- 2021-2022:  Carlos Mayor[68]
- 2023:  Arnaldo Sialle
- 2024:  Pedro Llorens[69]
- 2024-2025:  Gastón Lotitto
- 2025-Presente:  Mauricio Giganti

## Símbolos

### Escudo
|                         |                |           |           |                         |                   |                          |
| 1910 (Acta Fundacional) | 1969           | 1979-1981 | 1979-1981 | 1985 (75.º aniversario) | 2010 (Centenario) | 2021 (111.º aniversario) |
|                         |                |           |           |                         |                   |                          |
| Escudo Antiguo          | Escudo Oficial |           |           |                         |                   |                          |

### Himno
Letra del himno oficial del Club Olimpo, escrito y cantado por Zambayonny:

## Uniforme
El uniforme de Olimpo surge tras la propuesta de su primer presidente, Jorge Avellanal, de utilizar los colores amarillo y negro ya que, nacido en Uruguay, era simpatizante del C.U.R.C.C. (actual Club Atlético Peñarol).
En la actualidad viste:
Uniforme titular: camiseta a rayas verticales negras y amarillas con una línea amarilla en la parte inferior de las mangas y de la camiseta, pantalón negro con tiras amarillas en los bordes y medias negras con una raya horizontal amarilla en la parte superior.
Uniforme suplente: camiseta blanca con líneas verticales finas y tenues de gris con una línea amarilla en la parte inferior de las mangas y de la camiseta y otra negra en ambos costados, pantalón blanco con tiras negras en los bordes y medias blancas con una raya horizontal gris en la parte superior.

### Últimos diseños
- 2018

| Titular | Alternativo |  |

- 2017-18

| Titular | Alternativo |  |

- 2016-17

| Titular | Alternativo |  |

- 2016

| Titular | Alternativo |  |

- 2014-15

| Titular | Alternativo | Tercero |  |

- 2013-14

| Titular | Alternativo | Tercero |  |

- 2012-13

| Titular | Alternativo | Tercero |  |

- 2011-12

| Titular | Alternativo |  |

- 2010-11

| Titular | Alternativo |  |

- 2009-10

| Titular | Alternativo |  |

- 2008-09

| Titular | Alternativo |  |

### Indumentaria y Patrocinador
| Período       | Logo | Proveedor   |
| ------------- | ---- | ----------- |
| 1980-1981     |      | Adidas      |
| 1982-1995     |      | Topper      |
| 1995-1996     |      | Uhlsport    |
| 1996-1998     |      | Taiyo       |
| 1998-2001     |      | Diadora     |
| 2001-2004     |      | Kalong      |
| 2004-2007     |      | Balompié    |
| 2007-2009     |      | Mitre       |
| 2009-2012     |      | Balompié    |
| 2012-2017     |      | Kappa       |
| 2017-2018     |      | Macron      |
| 2018          |      | Ultra       |
| 2018-2021     |      | Kelme       |
| 2022-presente |      | Fiume Sport |

| Período       | Logo | Patrocinador      |
| ------------- | ---- | ----------------- |
| 1986-1988     |      | Silos Istilari    |
| 1988-1989     |      | Persa             |
| 1989-1990     |      | Nutregal          |
| 1990-1991     |      | Bieckert          |
| 1991-1992     |      | Pegamax           |
| 1992-1993     |      | Coopesur          |
| 1993-1994     |      | Antonio Cangelosi |
| 1994-1995     |      | Dacia Niper       |
| 1995-1996     |      | Persa             |
| 1996-2000     |      | Carta Automática  |
| 2000-2002     |      | Chevrolet Lago    |
| 2002-2003     |      | Carta Automática  |
| 2003-2018     |      | Bingo Bahía       |
| 2018-2021     |      | Escudo Seguros    |
| 2021-presente |      | Bingo Bahía       |

| Período       | Logo                     | Patrocinador                  |
| ------------- | ------------------------ | ----------------------------- |
| 1994-1995     |                          | Coca Cola                     |
| 1995-1997     |                          | Jacob                         |
| 2001-2006     |                          | Fideos Manera                 |
| 2001-2013     |                          | Preti Deportes                |
| 2002-presente |                          | Plusmar                       |
| 2004-2005     |                          | Ángel Romano                  |
| 2004-2011     |                          | Supermercado Mayorista Diarco |
| 2005-2016     |                          | Profértil                     |
| 2006-2007     |                          | Metalúrgica Fénix             |
| 2007-2010     |                          | Provincia Seguros             |
| 2009-2018     |                          | Chevrolet Lago                |
| 2010-2018     |                          | Polacrín                      |
| 2010-2012     |                          | Dow AgroSciences              |
| 2010-2014     |                          | Municipalidad de Bahía Blanca |
| 2012-2013     |                          | Bahía Verde                   |
| 2013-2018     |                          | Puerto Bahía Blanca           |
| 2013-2016     |                          | Lotería de la Provincia       |
| 2013-2018     |                          | Multiled                      |
| 2014-presente |                          | Renault Trucks/Volvo Decker   |
| 2016-presente |                          | Sermat                        |
| 2017-presente |                          | Secco                         |
| 2017-presente |                          | Federada Salud                |
| 2018-presente |                          | Flybondi                      |
| 2024-presente | Archivo:Logo Pirelli.png | Álvarez Neumáticos            |

## Estadio

### Primeros estadios

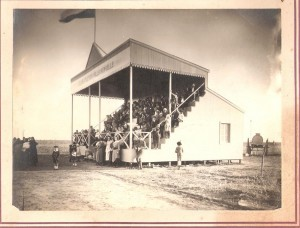
Antigua Tribuna en 1926.

La primera cancha de Olimpo estuvo situada en el Parque Independencia del barrio Tiro Federal, donde estuvo durante tres años compitiendo en el fútbol de la Liga del Sur, pero en 1913 se traslada a un terreno alquilado entre las calles Roca, Blandengues, Tucumán y Viamonte. Ese parecía ser el lugar definitivo, pero ocho años después, más precisamente en 1921, surgió la posibilidad de realizar una nueva mudanza, tras enterarse de que ese terreno sería rematado. El nuevo destino sería en la calle Italia, entre Donado y Fitz Roy, y de esa manera el club pisó fuerte en ese barrio y comenzó vincularse a esa parte de la ciudad. El estadio no tenía demasiada capacidad y era muy pequeño por lo que fue denominado como "el cajón", pero esto no afectó institucionalmente al club y le alcanzó para obtener un nuevo y esperado título de la Liga Del Sur luego de diez años de sequía.
En 1923, llegaría a la presidencia Roberto Carminatti quien con gran capacidad levantaría los cimientos de una institución modelo para Bahía Blanca y su zona de influencia.
El despegue comienza con la inauguración del nuevo estadio en un complejo notable en las calles Alem y Perú, donde actualmente se encuentra la Universidad Nacional del Sur. Este terreno lo ocuparía durante 18 años, donde además se practicaría ciclismo, natación, básquet, pelota paleta y tenis. Se destacaba sus nuevas tribunas, mucho más amplias que las del anterior estadio.
En 1933, Roberto Carminatti tenía el deseo de iluminar el estadio con las mejores luces del interior y del país, por lo que se las ingenió agregando un sistema de iluminación que contaba con ocho torres hechas con el hierro de chasis de viejos automóviles, para que se abarataran los costos (21.000 pesos costó el montaje de dichas torres). Ese hecho sacudió a toda la ciudad y desde la Liga del Sur se escuchó: “Olimpo tiene dirigentes que piensan día a día qué pueden hacer para conmocionar a Bahía Blanca”. Tamaña obra fue inaugurada el 30 de diciembre de ese año frente a la selección de Santa Rosa, con victoria de Olimpo por 2-1.

### Estadio actual
Pero en 1942, bajo el mandato del histórico presidente Roberto Carminatti, se realiza una nueva cancha que lleva su nombre hasta la actualidad. El estadio Roberto Natalio Carminatti, situado entre las calles Ángel Brunel, O'Higgins, Chile y Avenida Colón, fue inaugurado el 22 de enero del mencionado año en un partido ante Banfield, "uno de los clubes del momento", en un ambiente festivo. El partido terminó 6-4 a favor del equipo visitante.

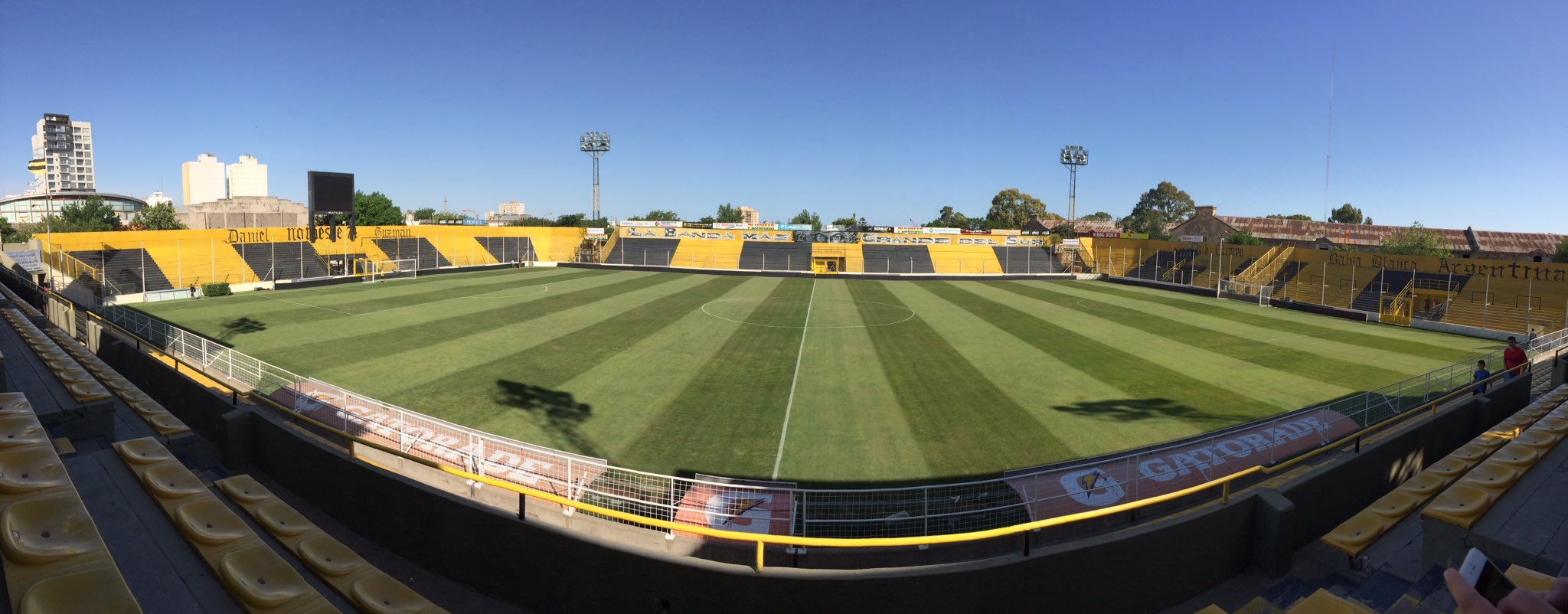
Imagen actual del Estadio Carminatti.

Durante décadas la fisonomía del estadio prácticamente no se modificó y las buenas campañas de los '70 y los '80 trajeron más concurrencia al estadio, lo cual causó que la capacidad del estadio no sea suficiente para alojar a todos los espectadores. En 1995, bajo la presidencia de Jorge Ledo, se instaló la primera tribuna de cemento en la cabecera de la calle Ángel Brunel.
En los años 1990, por deudas anteriores, el club debió desprenderse como por ejemplo, del predio de calle Sarmiento donde entrenaban las divisiones juveniles del club. La dirigencia posteriormente consiguió revertir la situación.
En 2001, el estadio tuvo una gran renovación: se reemplazaron la totalidad de los tablones por cemento, armar una nueva platea y dejar finalmente concluido el estadio. Se reformaron e inauguraron nuevas cabinas de transmisión, boleterías, sanitarios. Recientemente se terminaron de construir los palcos que se encuentra arriba de las plateas. En el 2013, se coloca una pantalla led fue inaugurada en el partido contra Boca Juniors. En 2016, la dirigencia de Olimpo hizo una fuerte inversión en el estadio, donde colocó un sistema de riego por aspersión de alto nivel para facilitar el mantenimiento y mejorar las condiciones del campo de juego, como tienen las principales instituciones de Argentina. También incluyó la incorporación de una bomba centrífuga, un sistema de monitoreo computarizado y sensores de lluvia, viento y humedad. De esta manera, la cancha respeta las especificaciones de la FIFA. Además, ese mismo año, el sector de los bancos de suplentes adquirió césped sintético, con el objetivo de emprolijar esa zona y se colocaron dos pantallas led para publicidades a las afueras del estadio, en las dos esquinas de Avenida Colón.

## Otras instalaciones

### Sede
La sede de Olimpo se encuentra en Sarmiento 52, en pleno centro bahiense, frente a la Plaza Rivadavia, la principal de la ciudad, y al lado de la Iglesia Catedral.
Para adquirir la actual sede aurinegra, se formó una comisión el 20 de agosto de 1935.
Además de funcionar allí la secretaría del club, se practican otros deportes como por ejemplo patín artístico, gimnasia artística, iaido, aikido y judo.
- Teléfonos: (0291) 4523504 / 4525290
- Días y horario de atención: lunes a viernes de 9 a 18 horas.

### Estadio Norberto Tomás

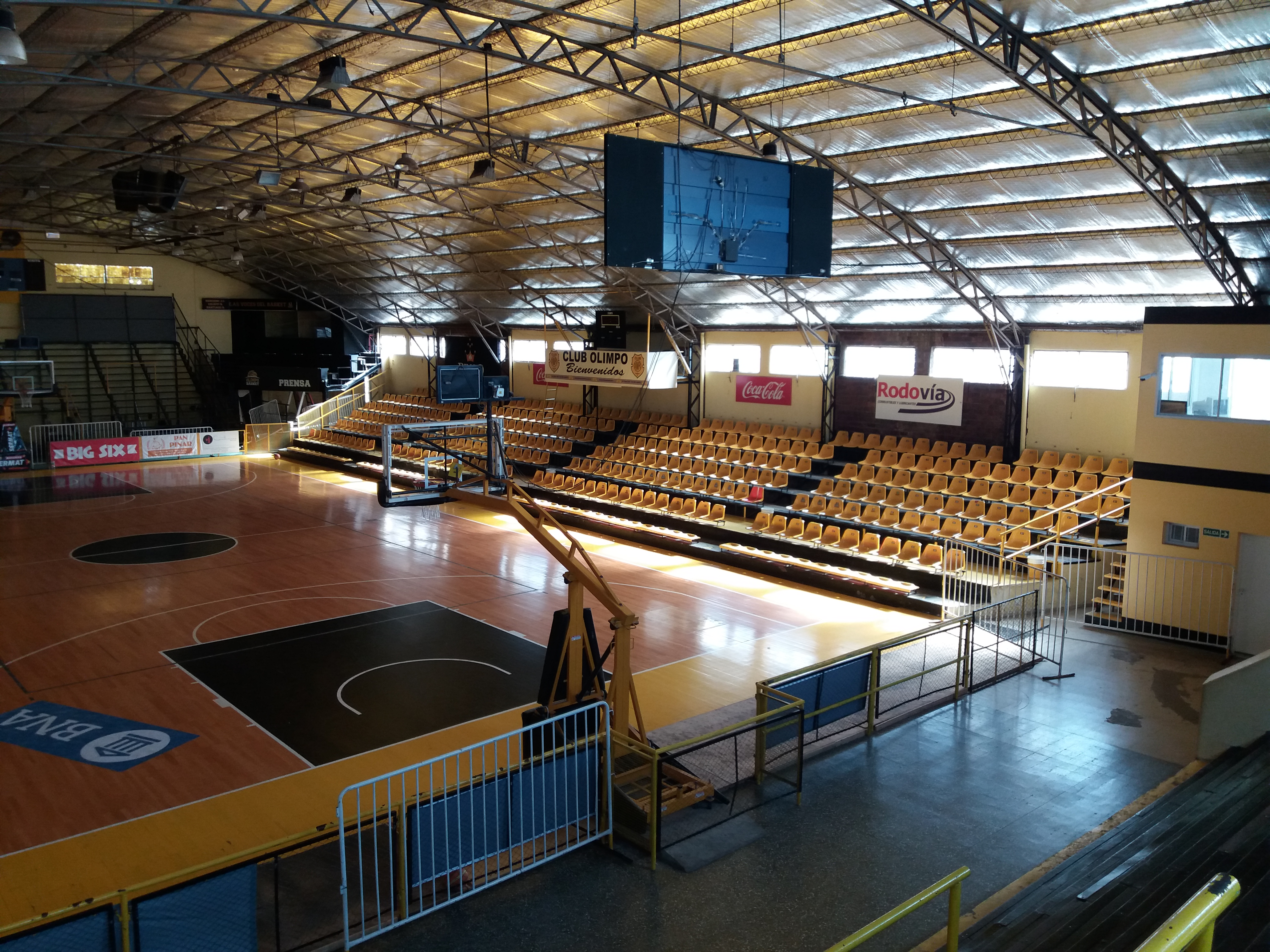
Norberto Tomas

El Estadio Norberto Tomás es el actual estadio del básquet de Olimpo y se ubica en Ángel Brunel 17. Fue inaugurado el 3 de julio de 1971 en un partido histórico para la ciudad, en el cual la selección de Bahía Blanca le ganó al por ese entonces campeón del mundo, Yugoslavia, por 78 a 75. Lleva el nombre de Norberto Tomás en homenaje a este jugador surgido de las divisiones menores del club, que llegó a ser protagonista de la primera división local y que falleció el 17 de octubre de 1970 mientras disputaba un encuentro con la camiseta de Estudiantes. Allí, el equipo profesional hace de local en el Torneo Nacional de Ascenso, mientras que el equipo local mayor y menor lo hace en la Asociación Bahiense de Basquetbol y en otras competiciones. Además, alberga los partidos del vóley mayor del club en las distintas competiciones de la ciudad. Actualmente, cuenta con una capacidad para 2000 espectadores.

### Natatorio Julio César Serrani
El natatorio de Olimpo se encuentra en Rodríguez 43 y es donde funciona la natación del club. Lleva el nombre de Julio César Serrani en homenaje al exprofesor de Olimpo y referente de la disciplina en toda la ciudad y el país, fallecido el 9 de abril de 2016.

### Gimnasio Américo Brusa
El Gimnasio Américo Brusa se encuentra detrás de la platea del Estadio Carminatti y es utilizado por las categorías menores del básquet y del vóley, para entrenar y disputar partidos de sus respectivas competiciones.

### Gimnasio Atilio Fruet
El Gimnasio Atilio Fruet se encuentra al lado del Gimnasio Américo Brusa, en donde se encontraba anteriormente la pileta descubierta que fue tapada por los trabajos de remodelación. Fue inaugurado en septiembre de 2017 en un acto con casi 200 invitados entre periodistas, jugadores, exjugadores, dirigentes, familia y allegados de "Lito", como se lo apoda. Lleva el nombre de Atilio Fruet en homenaje al jugador histórico del básquet de Olimpo y de Bahía Blanca, que llegó a capitanear en varias competiciones internacionales a la Selección Argentina de Básquet. Este "multigimnasio" será destinado a varias disciplinas del club: básquet, balonmano, vóley, futsal, gimnasia y patín.

### Predio Marcelo Bottoni
El predio se ubica en Martín Rodríguez 250 y cuenta con canchas destinadas para la escuelita de fútbol del club. Allí entrenan y se preparan las categorías infantiles del club. Además, disputan varios partidos con equipos de la ciudad y la zona.

### Predio cercano al Aeropuerto
Este predio se encuentra a 100 metros de la entrada del Aeropuerto Comandante Espora, fue adquirido en 2016 y será abonado en 30 cuotas de poco más de 200.000 dólares. El terreno consta de 12 hectáreas y cuenta con 11 canchas de fútbol diagramadas (algunas de ellas con sistema de riego instalado), una casa para un cuidador, 600 árboles plantados y su perímetro está cercado por alambrado de 2 metros. Allí, se proyecta construir un gimnasio que pueda ser utilizado para patín, instalaciones para el fútbol menor, la incorporación del hockey masculino y femenino, la instalación de canchas de césped sintético y la utilización del predio también con fines recreativos y de esparcimiento para los socios.
El plantel profesional de fútbol y las divisiones inferiores seguirán utilizando el predio de Teléfonos, ya que Olimpo tiene un convenio con esa entidad que lo liga hasta 2030.

## Hinchada
La mayoría de la hinchada de Olimpo se concentra en la ciudad de Bahía Blanca y en el partido homónimo, principalmente en los barrios Noroeste, Loma Paraguaya, Villa Delfina, San Martín, Pedro Pico, entre otros.
La barra brava de Olimpo se hace llamar "la 74", porque tal número representa a la "gente negra" en los números de la suerte. Posee buena relación con Aldosivi de Mar del Plata.
Sus clubes rivales incluyen a Villa Mitre de Bahía Blanca, y Huracán de Tres Arroyos (llegaron a enfrentarse en Primera División).

### Filiales
Existen filiales del club en distintas ciudades del país:
- Filial "Manuel Cheiles", en La Plata.
- Filial "Raúl Daniel Schmidt", en Mar del Plata.
- Filial "Jorge Avellanal" , en Buenos Aires.
- Filial "Mauro Laspada", en Viedma.
- Filial "27 de diciembre", en Neuquén.
- Filial "Juan Bazerque", en Coronel Dorrego.

### Día internacional del hincha de Olimpo
El 27 de diciembre se celebra el día internacional del hincha de Olimpo, en conmemoración al primer ascenso a la Primera División de Argentina conseguido en 2001. Aquel día, el equipo dirigido por Gustavo Alfaro, derrotó por 4-0 a Instituto de Córdoba y se consagró campeón de la Primera B Nacional 2001-02, consiguiendo así el primer ascenso de la institución a la máxima categoría. Los goles del Aurinegro fueron convertidos por Ceferino Díaz en dos oportunidades y José Zelaya en el primer tiempo, mientras que Mauro Laspada selló la goleada con un inolvidable tiro libre en el complemento.
Dicho encuentro se disputó en un Estadio Roberto Natalio Carminatti repleto, con un marcó superior a 11 000 espectadoras ($89 021 de recaudación). Tras la finalización del mismo, miles de hinchas aurinegros recorrieron las calles de Bahía Blanca celebrando uno de los hechos deportivos más importantes de la ciudad.

## Datos del club

### Máximos goleadores históricos
- Raúl Schmidt: 188 goles.[79]
- Lorenzo Ceballos: 117 goles.
- Roberto Depietri: 98 goles.[80]
- José Ramón Palacio: 88 goles.[81]
- Juan Carlos Zapata: 86 goles.
- José Luis Barrado: 85 goles.

### Jugadores con más partidos en la historia
- Manuel Cheiles: 419 partidos.[82]
- José Ramón Palacio: 326 partidos.
- Rogelio Martínez: 312 partidos.[83]
- Alfredo Torres: 310 partidos.
- Sergio Tassara: 308 partidos.

### Torneos nacionales
- Temporadas en Primera División: 14 (1984, 2002/03-2005/06, 2007/08, 2010/11-2011/12, 2013/14-2017/18)
  - Mejor ubicación en Primera División: 4° (2011).
  - Peor ubicación en Primera División: 28° (2017/18).
  - Ubicación en la tabla histórica de Primera División: 35.º.
    - Partidos disputados: 436.
    - Partidos ganados: 119.
    - Partidos empatados: 127.
    - Partidos perdidos: 190.
    - Puntos sumados: 484.

  - Goles en Primera División:
    - Goles a favor: 428.
    - Goles en contra: 563.
    - Diferencia de gol: -137.

  - Máximas goleadas a favor en Primera División: Olimpo 4-0 Unión San Vicente (1984), Olimpo 4-0 River Plate (2007) y Olimpo 4-0 Huracán (2010).
  - Máxima goleada en contra en Primera División: Estudiantes 6-0 Olimpo (2002).
  - Máxima cantidad de victorias consecutivas en Primera División: 5 victorias, desde Fecha 16 del Torneo Inicial 2013 hasta Fecha 1 del Torneo Final 2014.
  - Máxima cantidad de partidos invictos consecutivos en Primera División: 7 partidos, desde la Fecha 6 hasta la Fecha 12 del Torneo Apertura 2005.
  - Máximos goleadores en Primera División: 
    -  Alejandro Delorte: 26 goles (2002-2005; 2006; 2010).
    -  Ezequiel Maggiolo: 19 goles (2005-2006; 2011).
    -  Diego Galván: 19 goles (2003-2005; 2010-2011).
    -  Néstor Bareiro: 17 goles (2010-2012).
    -  Martín Rolle: 13 goles (2010-2012).

  - Jugadores con más partidos disputados en Primera División: 
    -  Rogelio Martínez: 150 partidos (1999–2005; 2007-2010).
    -  Cristian Villanueva: 136 partidos (2010-2012; 2013-2018).
    -  Alejandro Delorte: 124 partidos (2002-2005; 2006; 2010).
    -  Javier Páez: 121 partidos (2003-2006; 2007-2008).
    -  Nereo Champagne: 116 partidos (2013-2016).
    -  Jonatan Blanco: 112 partidos (2013-2017).
- Temporadas en Segunda División: 11 (1989/90, 1996/97-2001/02, 2006/07, 2008/09-2009/10, 2012/13, 2018/19).
  - Mejor ubicación en Segunda División: 1° (2001/02, 2006/07 y 2009/10).
  - Peor ubicación en Segunda División: 21° (1989/90).
  - Ubicación en la tabla histórica de Primera B Nacional: 27.º
    - Partidos disputados: 425.
    - Partidos ganados: 161.
    - Partidos empatados: 116.
    - Partidos perdidos: 148.
    - Puntos sumados: 599.

  - Goles en Segunda División:
    - Goles a favor: 565.
    - Goles en contra: 539.
    - Diferencia de gol: +26.

  - Máxima goleada a favor en Segunda División: Aldosivi 0-5 Olimpo (1996/97).
  - Máxima goleada en contra en Segunda División: Belgrano 7-1 Olimpo (1996/97).
  - Máxima cantidad de victorias consecutivas en Segunda División: 7 partidos, desde la Fecha 29 hasta la Fecha 35 de la Primera B Nacional 2009-10.
  - Máxima cantidad de partidos invictos consecutivos en Segunda División: 11 partidos, desde la Fecha 1 hasta la Fecha 11 del Torneo Apertura 2006.
  - Máximos goleadores en Segunda División: 
    -  Ismael Blanco: 30 goles (2006-2007).
    -  Horacio Arce: 30 goles (1996-1998 / 1999-2000).
    -  Mario Álvarez: 23 goles (1996-1997 / 2000-2001).
    -  Enrique Cuenca Zaldivar: 23 goles (1997-2001).
    -  Renato Cisneros: 23 goles (1996-2000).
    -  Sandro Novarese: 22 goles (1996-2000).
    -  Daniel Bazán Vera: 19 goles (1996-1997 / 1999-2000).

  - Jugadores con más partidos disputados en Segunda División:
    -  Sandro Novarese: 128 partidos (1996-2000).
    -  Roberto Galarza: 121 partidos (1996-2001).
    -  Renato Cisneros: 120 partidos (1996-2000).
    -  Enrique Cuenca Zaldivar: 112 partidos (1997-2001).
    -  Horacio Grecco: 108 partidos (1996-1997 / 1998-2001).
    -  Rogelio Martínez: 105 partidos (1999-2002 / 2007 / 2008-2010).
    -  Fernando Troyansky: 102 partidos (1996-1998 / 1999-2000).
- Temporadas en Tercera División: 11 (1986-1988/89, 1990/91-1991/92, 1995/96, 2019/20-2023)
  - Mejor ubicación en Tercera División: 1° (1988/89)
  - Peor ubicación en Tercera División: Finales de zona (1986/87)
  - Ubicación en la tabla histórica de Tercera División: 52.º
    - Partidos disputados: 254.
    - Partidos ganados: 143.
    - Partidos empatados: 56.
    - Partidos perdidos: 55.
    - Puntos sumados: 485.

  - Goles en Tercera División:
    - Goles a favor: 438.
    - Goles en contra: 231.
    - Diferencia de gol: +207.

  - Máxima goleada a favor en Tercera División: Olimpo 6-0 Alianza Futbolística (1988/89) y Olimpo 6-0 Mariano Moreno (1990/91)
- Temporadas en Torneo Regional: 12 (1967, 1969, 1977-1984, 1985-1985/86)
  - Mejor ubicación en Torneo Regional: 1° (1984)
  - Peor ubicación en Torneo Regional: Primera Ronda (1981, 1983 y 1985)
    - Partidos disputados: 110.
    - Partidos ganados: 65.
    - Partidos empatados: 24.
    - Partidos perdidos: 21.
    - Puntos sumados: 219.

  - Goles en Torneo Regional:
    - Goles a favor: 247.
    - Goles en contra: 127.
    - Diferencia de gol: 120.

  - Máxima goleada a favor en Torneo Regional: Olimpo 8-0 Independiente (Campana) (1980)

### Copas nacionales
- Participaciones en Copas Nacionales: 10.
  - Ediciones disputadas de la Copa Argentina: 10 (2011/12-2017/18, 2022, 2023, 2024).
  - Mejor puesto en Copa Argentina: Cuartos de final (2016/17).
  - Peor puesto en Copa Argentina: Treintaidosavos de final (2014/15, 2022, 2023, 2024).
    - Partidos disputados: 20.
    - Partidos ganados: 6.
    - Partidos empatados: 8.
    - Partidos perdidos: 6.

  - Goles en Copa Argentina:
    - Goles a favor: 25.
    - Goles en contra: 23.
    - Diferencia de gol: 2.

  - Máxima goleada a favor en Copa Argentina: Olimpo 4-1 Aldosivi (2012/13)

### Ascensos y descensos
- 1967 - Clasificación al Torneo Regional.
- 1969 - Clasificación al Torneo Regional.
- 1977 - Clasificación al Torneo Regional.
- 1984 - Clasificación al Torneo Nacional (Primera División).
- 1986 - Ascenso al Torneo del Interior (Tercera División).
- 1989 - Ascenso a la Primera "B" Nacional (Segunda División).
- 1990 - Descenso al Torneo del Interior
- 1992 - Descenso a liga de origen (Liga del Sur).
- 1995 - Ascenso al Torneo Argentino A (Tercera División).
- 1996 - Ascenso a la Primera "B" Nacional.
- 2001 - Ascenso a Primera División.[Nota 1]
- 2006 - Descenso a la Primera "B" Nacional.
- 2007 - Ascenso a Primera División.
- 2008 - Descenso a la Primera "B" Nacional.
- 2010 - Ascenso a Primera División.
- 2012 - Descenso a la Primera "B" Nacional.
- 2013 - Ascenso a Primera División.
- 2018 - Descenso a la Primera "B" Nacional.
- 2019 - Descenso al Torneo Federal "A".

1. ↑  Ascendió en 2001, pero comenzó a disputar la Primera División en 2002.

## Participaciones oficiales

### Evolución histórica en torneos oficiales
| Participaciones del Club Olimpo | Participaciones del Club Olimpo | Participaciones del Club Olimpo | Participaciones del Club Olimpo | Participaciones del Club Olimpo | Participaciones del Club Olimpo | Participaciones del Club Olimpo |
| Liga                            | Liga                            | Liga                            | Liga                            |                                 | Copas Nacionales                | Copas Nacionales                |
| Temp.                           | Cat.                            | Torneo                          | Posición                        | Copa                            | Fase alcanzada                  |                                 |
| ------------------------------- | ------------------------------- | ------------------------------- | ------------------------------- | ------------------------------- | ------------------------------- | ------------------------------- |
| 1967                            | 2da.                            | 'Regional'                      | Subcampeón                      | —                               | —                               |                                 |
| 1969                            | 2da.                            | 'Regional'                      | Semifinales                     | —                               | —                               |                                 |
| 1977                            | 2da.                            | 'Regional'                      | Tercera etapa                   | —                               | —                               |                                 |
| 1978                            | 2da.                            | 'Regional'                      | Segunda etapa                   | —                               | —                               |                                 |
| 1979                            | 2da.                            | 'Regional'                      | Cuarta etapa                    | —                               | —                               |                                 |
| 1980                            | 2da.                            | Regional                        | Segunda etapa                   | —                               | —                               |                                 |
| 1981                            | 2da.                            | Regional                        | Primera etapa                   | —                               | —                               |                                 |
| 1982                            | 2da.                            | 'Regional'                      | Subcampeón                      | —                               | —                               |                                 |
| 1983                            | 2da.                            | Regional                        | Primera etapa                   | —                               | —                               |                                 |
| 1984                            | 2da.                            | 'Regional'                      | Clasificado                     | —                               | —                               |                                 |
| 1984                            | 1ra.                            | 'Nacional'                      | Octavos de final                | —                               | —                               |                                 |
| 1985                            | 2da.                            | 'Regional'                      | Primera etapa                   | —                               | —                               |                                 |
| 1985/86                         | 2da.                            | 'Regional'                      | Subcampeón                      | —                               | —                               |                                 |
| 1986                            | 3ra.                            | 'Torneo del Interior'           | Subcampeón                      | —                               | —                               |                                 |
| 1986/87                         | 3ra.                            | 'Torneo del Interior'           | Finales de zona                 | —                               | —                               |                                 |
| 1987/88                         | 3ra.                            | 'Torneo del Interior'           | Subcampeón                      | —                               | —                               |                                 |
| 1988/89                         | 3ra.                            | 'Torneo del Interior'           | Campeón                         | —                               | —                               |                                 |
| 1989/90                         | 2da.                            | 'Nacional B'                    | 21°                             | —                               | —                               |                                 |
| 1990/91                         | 3ra.                            | 'Torneo del Interior'           | Semifinales                     | —                               | —                               |                                 |
| 1991/92                         | 3ra.                            | 'Torneo del Interior'           | Etapa Final                     | —                               | —                               |                                 |
| 1995/96                         | 3ra.                            | 'Torneo Argentino A'            | 6°                              | —                               | —                               |                                 |
| 1995/96                         | 3ra.                            | Reclasificatorio                | Campeón                         | —                               | —                               |                                 |
| 1996/97                         | 2da.                            | 'Primera B Nacional'            | 10°                             | —                               | —                               |                                 |
| 1997/98                         | 2da.                            | 'Primera B Nacional'            | 4°                              | —                               | —                               |                                 |
| 1998/99                         | 2da.                            | 'Primera B Nacional'            | 7°                              | —                               | —                               |                                 |
| 1998/99                         | 2da.                            | Reducido                        | Octavos de final                | —                               | —                               |                                 |
| 1999/00                         | 2da.                            | 'Primera B Nacional'            | 9°                              | —                               | —                               |                                 |
| 2000/01                         | 2da.                            | 'Primera B Nacional'            | 15°                             | —                               | —                               |                                 |
| 2001/02                         | 2da.                            | 'Apertura'                      | Campeón                         | —                               | —                               |                                 |
| '2002/03'                       | 1ra.                            | 'Apertura'                      | 17°                             | —                               | —                               |                                 |
| '2002/03'                       | 1ra.                            | 'Clausura'                      | 5°                              | —                               | —                               |                                 |
| '2003/04'                       | 1ra.                            | 'Apertura'                      | 18°                             | —                               | —                               |                                 |
| '2003/04'                       | 1ra.                            | 'Clausura'                      | 16°                             | —                               | —                               |                                 |
| '2004/05'                       | 1ra.                            | 'Apertura'                      | 18°                             | —                               | —                               |                                 |
| '2004/05'                       | 1ra.                            | 'Clausura'                      | 13°                             | —                               | —                               |                                 |
| '2005/06'                       | 1ra.                            | 'Apertura'                      | 12°                             | —                               | —                               |                                 |
| '2005/06'                       | 1ra.                            | 'Clausura'                      | 9°                              | —                               | —                               |                                 |
| '2005/06'                       | 1ra.                            | Promoción                       | Descenso                        | —                               | —                               |                                 |
| '2006/07'                       | 2da.                            | 'Apertura'                      | Campeón                         | —                               | —                               |                                 |
| '2006/07'                       | 2da.                            | 'Clausura'                      | Campeón                         | —                               | —                               |                                 |
| '2007/08'                       | 1ra.                            | 'Apertura'                      | 16°                             | —                               | —                               |                                 |
| '2007/08'                       | 1ra.                            | 'Clausura'                      | 15°                             | —                               | —                               |                                 |
| 2008/09                         | 2da.                            | 'Primera B Nacional'            | 17°                             | —                               | —                               |                                 |
| 2009/10                         | 2da.                            | 'Primera B Nacional'            | Campeón                         | —                               | —                               |                                 |
| '2010/11'                       | 1ra.                            | 'Apertura'                      | 17°                             | —                               | —                               |                                 |
| '2010/11'                       | 1ra.                            | 'Clausura'                      | 4°                              | —                               | —                               |                                 |
| '2011/12'                       | 1ra.                            | 'Apertura'                      | 19°                             | Copa Argentina                  | Octavos de final                |                                 |
| '2011/12'                       | 1ra.                            | 'Clausura'                      | 19°                             | Copa Argentina                  | Octavos de final                |                                 |
| 2012/13                         | 2da.                            | 'Primera B Nacional'            | 3°                              | Copa Argentina                  | Octavos de final                |                                 |
| '2013/14'                       | 1ra.                            | 'Inicial'                       | 15°                             | Copa Argentina                  | Dieciseisavos de final          |                                 |
| '2013/14'                       | 1ra.                            | 'Final'                         | 10°                             | Copa Argentina                  | Dieciseisavos de final          |                                 |
| 2014                            | 1ra.                            | 'Primera División'              | 19°                             | Copa Argentina                  | Treintaidosavos de final        |                                 |
| 2015                            | 1ra.                            | 'Primera División'              | 18°                             | Copa Argentina                  | Treintaidosavos de final        |                                 |
| 2016                            | 1ra.                            | 'Primera División'              | 15°                             | Copa Argentina                  | Dieciseisavos de final          |                                 |
| 2016/17                         | 1ra.                            | 'Primera División'              | 16°                             | Copa Argentina                  | Cuartos de final                |                                 |
| 2017/18                         | 1ra.                            | 'Primera División'              | 28°                             | Copa Argentina                  | Dieciseisavos de final          |                                 |
| 2018/19                         | 2da.                            | 'Primera B Nacional'            | 21°                             | —                               | —                               |                                 |
| 2019/20                         | 3ra.                            | 'Federal A'                     | Cancelado                       | —                               | —                               |                                 |
| 2020                            | 3ra.                            | 'Federal A'                     | Primera fase                    | —                               | —                               |                                 |
| 2021                            | 3ra.                            | 'Federal A'                     | Cuartos de final                | —                               | —                               |                                 |
| 2022                            | 3ra.                            | 'Federal A'                     | Semifinales                     | Copa Argentina                  | Treintaidosavos de final        |                                 |
| 2023                            | 3ra.                            | 'Federal A'                     | Semifinales                     | Copa Argentina                  | Treintaidosavos de final        |                                 |
| 2024                            | 3ra.                            | Federal A                       | Por disputarse                  |                                 | Copa Argentina                  | Treintaidosavos de final        |

     Campeón.
     Subcampeón.
     Ascenso.
     Descenso.

### Estadísticas en competiciones nacionales
| Torneo Regional 1967            | Subcampeón       | 4    | 2   | 0   | 2   | 6    | 5    | +1   |
| Torneo Promocional 1967         | 6°               | 14   | 3   | 2   | 9   | 17   | 39   | -22  |
| Torneo Regional 1969            | Semifinales      | 4    | 1   | 2   | 1   | 5    | 6    | -1   |
| Torneo Regional 1977            | Tercera etapa    | 6    | 3   | 3   | 0   | 12   | 5    | +7   |
| Torneo Regional 1978            | Segunda etapa    | 4    | 3   | 0   | 1   | 8    | 5    | +3   |
| Torneo Regional 1979            | Cuarta etapa     | 6    | 3   | 3   | 0   | 13   | 6    | +7   |
| Torneo Regional 1980            | Segunda etapa    | 14   | 10  | 2   | 2   | 47   | 21   | +26  |
| Torneo Regional 1981            | Primera etapa    | 8    | 3   | 2   | 3   | 10   | 11   | -1   |
| Torneo Regional 1982            | Subcampeón       | 10   | 5   | 3   | 2   | 25   | 15   | +10  |
| Torneo Regional 1983            | Primera etapa    | 8    | 6   | 1   | 1   | 18   | 9    | +9   |
| Torneo Regional 1984            | Campeón          | 14   | 12  | 0   | 2   | 45   | 11   | +34  |
| Nacional 1984                   | Octavos de final | 8    | 3   | 3   | 2   | 11   | 10   | +1   |
| Torneo Regional 1985            | Primera etapa    | 8    | 2   | 3   | 3   | 12   | 11   | +1   |
| Torneo Regional 1985-86         | Subcampeón       | 24   | 15  | 5   | 4   | 46   | 22   | +24  |
| Liguilla pre-Libertadores 1986  | Segunda fase     | 2    | 0   | 1   | 1   | 3    | 4    | -1   |
| Torneo del Interior 1986        | Subcampeón       | 8    | 5   | 0   | 3   | 11   | 7    | +4   |
| Torneo del Interior 1986/87     | Finales de zona  | 13   | 8   | 3   | 2   | 32   | 10   | +22  |
| Torneo del Interior 1987/88     | Subcampeón       | 16   | 12  | 2   | 2   | 39   | 11   | +28  |
| Torneo del Interior 1988/89     | Campeón          | 16   | 11  | 3   | 2   | 33   | 15   | +18  |
| Nacional B 1989/90              | 21°              | 42   | 10  | 10  | 22  | 54   | 71   | -17  |
| Torneo del Interior 1990/91     | Semifinales      | 22   | 15  | 3   | 4   | 45   | 19   | +26  |
| Torneo del Interior 1991/92     | Etapa Final      | 18   | 8   | 5   | 5   | 31   | 22   | +9   |
| Torneo Argentino A 1995/96      | 6°               | 28   | 11  | 9   | 8   | 52   | 32   | +20  |
| Torneo Reclasificatorio 1995/96 | Campeón          | 3    | 2   | 0   | 1   | 4    | 2    | +2   |
| Nacional B 1996/97              | 10°              | 43   | 16  | 9   | 18  | 69   | 67   | +2   |
| Nacional B 1997/98              | 4°               | 44   | 13  | 14  | 17  | 58   | 64   | -6   |
| Nacional B 1998/99              | 7°               | 30   | 11  | 10  | 9   | 43   | 44   | -1   |
| Torneo Reducido 1998/99         | Octavos de final | 4    | 2   | 1   | 1   | 6    | 5    | +1   |
| Nacional B 1999/00              | 9°               | 30   | 10  | 11  | 9   | 42   | 43   | -1   |
| Nacional B 2000/01              | 15°              | 32   | 9   | 5   | 18  | 36   | 52   | -16  |
| Torneo Apertura 2001            | Campeón          | 24   | 13  | 7   | 4   | 36   | 20   | +16  |
| Torneo Apertura 2002            | 17°              | 19   | 5   | 5   | 9   | 20   | 30   | -10  |
| Torneo Clausura 2003            | 5°               | 19   | 9   | 4   | 6   | 22   | 17   | +5   |
| Torneo Apertura 2003            | 18°              | 19   | 5   | 5   | 9   | 17   | 23   | -6   |
| Torneo Clausura 2004            | 16°              | 19   | 4   | 7   | 8   | 18   | 28   | -10  |
| Torneo Apertura 2004            | 18°              | 19   | 4   | 5   | 10  | 21   | 29   | -8   |
| Torneo Clausura 2005            | 13°              | 19   | 7   | 5   | 7   | 18   | 22   | -4   |
| Torneo Apertura 2005            | 12°              | 19   | 5   | 8   | 6   | 19   | 23   | -4   |
| Torneo Clausura 2006            | 9°               | 19   | 7   | 5   | 7   | 22   | 22   | 0    |
| Promoción 2006                  | Descenso         | 2    | 0   | 0   | 2   | 2    | 4    | -2   |
| Torneo Apertura 2006            | Campeón          | 19   | 12  | 4   | 3   | 36   | 17   | +19  |
| Torneo Clausura 2007            | Campeón          | 19   | 11  | 5   | 3   | 29   | 14   | +15  |
| Torneo Apertura 2007            | 16°              | 19   | 6   | 4   | 9   | 18   | 24   | -6   |
| Torneo Clausura 2008            | 15°              | 19   | 6   | 2   | 11  | 21   | 32   | -11  |
| B Nacional 2008/09              | 17°              | 38   | 10  | 10  | 18  | 39   | 59   | -20  |
| B Nacional 2009/10              | Campeón          | 38   | 19  | 14  | 5   | 50   | 24   | +26  |
| Torneo Apertura 2010            | 17°              | 19   | 5   | 3   | 11  | 18   | 26   | -8   |
| Torneo Clausura 2011            | 4°               | 19   | 8   | 6   | 5   | 28   | 23   | +5   |
| Torneo Apertura 2011            | 19°              | 19   | 2   | 10  | 7   | 15   | 25   | -10  |
| Torneo Clausura 2012            | 19°              | 19   | 3   | 4   | 12  | 20   | 34   | -14  |
| B Nacional 2012/13              | 3°               | 38   | 18  | 12  | 8   | 43   | 23   | +20  |
| Torneo Inicial 2013             | 15°              | 19   | 6   | 5   | 8   | 19   | 25   | -6   |
| Torneo Final 2014               | 10°              | 19   | 7   | 6   | 6   | 19   | 16   | +3   |
| Campeonato 2014                 | 19°              | 19   | 4   | 7   | 8   | 15   | 22   | -7   |
| Campeonato 2015                 | 18°              | 30   | 8   | 12  | 10  | 23   | 26   | -3   |
| Liguilla pre-Sudamericana 2015  | Final            | 3    | 1   | 0   | 2   | 1    | 5    | -4   |
| Campeonato 2016                 | 15°              | 16   | 3   | 4   | 9   | 11   | 20   | -9   |
| Campeonato 2016/17              | 16°              | 30   | 9   | 11  | 10  | 37   | 32   | +5   |
| Campeonato 2017/18              | 28°              | 27   | 3   | 6   | 18  | 16   | 50   | -34  |
| B Nacional 2018/19              | 21°              | 24   | 7   | 4   | 13  | 24   | 36   | -12  |
| Torneo Federal A 2019/20        | 8°               | 22   | 8   | 3   | 11  | 23   | 22   | +1   |
| Torneo Federal A 2020           | Primera fase     | 7    | 3   | 2   | 2   | 9    | 8    | +1   |
| Torneo Federal A 2021           | Cuartos de final | 32   | 15  | 8   | 9   | 45   | 33   | +12  |
| Torneo Federal A 2022           | Semifinales      | 35   | 24  | 8   | 3   | 56   | 20   | +36  |
| Torneo Federal A 2023           | Semifinales      | 35   | 22  | 10  | 3   | 61   | 21   | +40  |
| Total                           |                  | 1245 | 497 | 326 | 426 | 1716 | 1513 | +203 |

| Estadísticas en Copas Nacionales | Estadísticas en Copas Nacionales | Estadísticas en Copas Nacionales | Estadísticas en Copas Nacionales | Estadísticas en Copas Nacionales | Estadísticas en Copas Nacionales | Estadísticas en Copas Nacionales | Estadísticas en Copas Nacionales | Estadísticas en Copas Nacionales |
| Edición                          | Ronda                            | PJ                               | PG                               | PE                               | PP                               | GF                               | GC                               | Dif                              |
| -------------------------------- | -------------------------------- | -------------------------------- | -------------------------------- | -------------------------------- | -------------------------------- | -------------------------------- | -------------------------------- | -------------------------------- |
| Copa Argentina 2011/12           | Octavos de final                 | 3                                | 1                                | 2                                | 0                                | 4                                | 3                                | 1                                |
| Copa Argentina 2012/13           | Octavos de final                 | 4                                | 2                                | 1                                | 1                                | 8                                | 5                                | 3                                |
| Copa Argentina 2013/14           | Dieciseisavos de final           | 1                                | 0                                | 1                                | 0                                | 0                                | 0                                | 0                                |
| Copa Argentina 2014/15           | Treintaidosavos de final         | 1                                | 0                                | 1                                | 0                                | 1                                | 1                                | 0                                |
| Copa Argentina 2015/16           | Dieciseisavos de final           | 2                                | 0                                | 1                                | 1                                | 2                                | 3                                | -1                               |
| Copa Argentina 2016/17           | Cuartos de final                 | 4                                | 3                                | 0                                | 1                                | 8                                | 5                                | 3                                |
| Copa Argentina 2017/18           | Dieciseisavos de final           | 2                                | 0                                | 1                                | 1                                | 1                                | 2                                | -1                               |
| Copa Argentina 2022              | Treintaidosavos de final         | 1                                | 0                                | 0                                | 1                                | 0                                | 2                                | -2                               |
| Copa Argentina 2023              | Treintaidosavos de final         | 1                                | 0                                | 0                                | 1                                | 1                                | 2                                | -1                               |
| Copa Argentina 2024              | Treintaidosavos de final         | 1                                | 0                                | 1                                | 0                                | 0                                | 0                                | 0                                |
| Total                            |                                  | 20                               | 6                                | 8                                | 6                                | 25                               | 23                               | +2                               |

#### Total de partidos oficiales
El total de partidos oficiales disputados por Olimpo en torneos organizados por AFA, Conmebol y FIFA, entre otras organizaciones, desde su afiliación hasta la actualidad.
- Actualizado hasta el 26 de noviembre de 2023.

| Competición               | PJ   | PG  | PE  | PP  | GF   | GC   | Dif  | Mejor resultado  |
| ------------------------- | ---- | --- | --- | --- | ---- | ---- | ---- | ---------------- |
| Primera División          | 436  | 119 | 127 | 190 | 428  | 563  | -137 | 4.º puesto       |
| Segunda División          | 426  | 161 | 116 | 148 | 565  | 539  | +26  | Campeón          |
| Tercera División          | 254  | 143 | 56  | 55  | 438  | 232  | +206 | Campeón          |
| Torneo Regional           | 110  | 65  | 24  | 21  | 247  | 127  | +120 | Campeón          |
| Torneo Promocional        | 14   | 3   | 2   | 9   | 17   | 39   | -22  | 6° puesto        |
| Copa Argentina            | 20   | 6   | 8   | 6   | 25   | 23   | +2   | Cuartos de final |
| Liguilla Pre-Libertadores | 2    | 0   | 1   | 1   | 3    | 4    | -1   | Segunda fase     |
| Liguilla Pre-Sudamericana | 3    | 1   | 0   | 2   | 1    | 5    | -4   | Finalista        |
| Total                     | 1263 | 498 | 334 | 432 | 1726 | 1531 | +195 | 6 títulos        |

- La Promoción es considerada como parte de la Primera División, el Torneo Reducido como parte de la Segunda División y el Torneo Reclasificatorio como parte de la Tercera División.

## Jugadores y cuerpo técnico

### Plantilla 2025
- Actualizado el 10 de julio de 2025

- Los números de los jugadores no son fijos ya que en el Torneo Federal A las camisetas de los titulares van de la 1 a la 11, y las de los suplentes de la 12 a la 18.

### Mercado de pases 2025

#### Altas
| Altas               | Altas                | Altas         | Altas                        | Altas               |
| Jugador             | Nacionalidad         | Posición      | Procedencia                  | Tipo                |
| Verano              | Verano               | Verano        | Verano                       | Verano              |
| ------------------- | -------------------- | ------------- | ---------------------------- | ------------------- |
| Matías Ibáñez       | Bandera de Argentina | Arquero       | Unión La Calera              | Libre               |
| Juan Pablo Lungarzo | Bandera de Argentina | Arquero       | Comunicaciones               | Libre               |
| Néstor Moiraghi     | Bandera de Argentina | Defensor      | San Luis de Quillota         | Libre               |
| Martín Ferreyra     | Bandera de Argentina | Defensor      | Patronato                    | Regreso de préstamo |
| Jonathan Paiz       | Bandera de Argentina | Defensor      | Atlético Paraná              | Libre               |
| Matías Kucich       | Bandera de Argentina | Defensor      | La Amistad (Cipolletti)      | Libre               |
| Juan Pablo Vivas    | Bandera de Argentina | Defensor      | Argentino de Quilmes         | Libre               |
| Álbaro Pavón        | Bandera de Argentina | Mediocampista | Güemes (Santiago del Estero) | Libre               |
| Gonzalo Groba       | Bandera de Argentina | Mediocampista | UAI Urquiza                  | Libre               |
| Martín Ojeda        | Bandera de Argentina | Mediocampista | Boca Unidos                  | Traspaso            |
| Ariel Lucero        | Bandera de Argentina | Mediocampista | Arema                        | Libre               |
| Kevin Giménez       | Bandera de Argentina | Mediocampista | Berazategui                  | Libre               |
| Ezequiel Gallegos   | Bandera de Argentina | Mediocampista | Los Andes                    | Libre               |
| Agustín Curruhinca  | Bandera de Argentina | Delantero     | Huracán                      | Préstamo            |
| Félix Villacorta    | Bandera de Argentina | Delantero     | Colegiales                   | Libre               |
| Gonzalo Tarifa      | Bandera de Argentina | Delantero     | Atlético Chicoana            | Libre               |
| Alan Murialdo       | Bandera de Argentina | Delantero     | Los Chankas                  | Libre               |
| Invierno            |                      |               |                              |                     |
| Diego Ramírez       | Bandera de Argentina | Mediocampista | Deportivo Maipú              | Libre               |
| Cristian Amarilla   | Bandera de Argentina | Mediocampista | General Caballero JLM        | Libre               |
| Martín Prost        | Bandera de Argentina | Delantero     | Nacional Potosí              | Libre               |

#### Bajas
| Bajas               | Bajas                | Bajas         | Bajas                         | Bajas                 |
| Jugador             | Nacionalidad         | Posición      | Destino                       | Tipo                  |
| Verano              | Verano               | Verano        | Verano                        | Verano                |
| ------------------- | -------------------- | ------------- | ----------------------------- | --------------------- |
| Nicolás Caprio      | Bandera de Argentina | Arquero       | Chaco For Ever                | Fin de contrato       |
| Martín García       | Bandera de Argentina | Arquero       | -                             | Fin de contrato       |
| Andoni Mendiguibel  | Bandera de Argentina | Arquero       | Liniers (Bahía Blanca)        | Fin de contrato       |
| Jonatan Fleita      | Bandera de Argentina | Defensor      | Chaco For Ever                | Fin de contrato       |
| Agustín Osinaga     | Bandera de Argentina | Defensor      | Defensores Unidos (Zárate)    | Fin de contrato       |
| Agustín Paredes     | Bandera de Argentina | Defensor      | Ciudad de Bolívar             | Rescisión de contrato |
| Juan Albertinazzi   | Bandera de Argentina | Defensor      | Sportivo Las Parejas          | Fin de contrato       |
| Julio López         | Bandera de Argentina | Defensor      | Juventud Antoniana            | Fin de contrato       |
| Alessandro Balbo    | Bandera de Argentina | Defensor      | Ossese                        | Rescisión de contrato |
| Facundo Aguirre     | Bandera de Argentina | Defensor      | Liniers (Bahía Blanca)        | Fin de contrato       |
| Facundo Affranchino | Bandera de Argentina | Mediocampista | Atlético de Rafaela           | Fin de contrato       |
| Diego Ramírez       | Bandera de Argentina | Mediocampista | Deportivo Maipú               | Fin de contrato       |
| Leandro Larrea      | Bandera de Argentina | Mediocampista | Juventud Unida (Gualeguaychú) | Fin de contrato       |
| Lionel Segovia      | Bandera de Argentina | Mediocampista | Sportivo Las Parejas          | Fin de contrato       |
| Emmanuel García     | Bandera de Argentina | Mediocampista | Huracán Las Heras             | Fin de contrato       |
| José Parra          | Bandera de Argentina | Mediocampista | Huracán (Ingeniero White)     | Fin de contrato       |
| Rodrigo Acosta      | Bandera de Argentina | Delantero     | Central Norte                 | Fin de contrato       |
| Luis Vila           | Bandera de Argentina | Delantero     | US Civitanovese               | Fin de contrato       |
| Invierno            |                      |               |                               |                       |
| Ariel Lucero        | Bandera de Argentina | Mediocampista | -                             | Rescisión de contrato |

#### Préstamos
| Préstamos      | Préstamos            | Préstamos | Préstamos         | Préstamos  |
| Jugador        | Nacionalidad         | Posición  | Destino           | Hasta      |
| -------------- | -------------------- | --------- | ----------------- | ---------- |
| Brian Guille   | Bandera de Argentina | Delantero | Deportivo Riestra | 31-12-2025 |
| Axel Rodríguez | Bandera de Argentina | Delantero | Almagro           | 31-12-2025 |

### Cuerpo Técnico 2025
- Director Técnico:  Mauricio Giganti
- Ayudante de campo:  César Cocchi
- Preparador físico:  Federico Rodríguez
- Entrenador de arqueros:  Gerónimo Tieser
- Médico del plantel:  Ángel Tuma
- Masoterapeuta:  Juan Blasco
- Utileros:  Javier Alfaro y  Fernando Enepan
- Nutricionista:  Juan Manuel Resasco

## Palmarés
| Torneos Nacionales        | Torneos Nacionales | Torneos Nacionales  |
| Competición               | Títulos | Subcampeonatos      |
| Segunda División          | Segunda División | Segunda División    |
| ------------------------- | --- | ------------------- |
| Torneo Regional * (1/3)   | 1984 | 1967, 1982, 1985/86 |
| Primera B Nacional (3/0)  | 2001/02, 2006/07, 2009/10 |                     |
| Tercera División          | |                     |
| Torneo del Interior (1/2) | 1988-89 | 1986, 1987-88       |
| Torneo Argentino A (1/0)  | 1995/1996 |                     |
| Torneos Regionales        | |                     |
| Competición               | Títulos | Subcampeonatos      |
| Liga del Sur (28)         | 1911, 1921, 1949, 1950, 1951, 1952, 1953, 1954, 1955, 1962, 1965, 1966, 1968, 1976, 1977, 1978, 1979, 1980, 1981, 1982, 1983, 1984, 1985, 1986, 1987, 1988, 1995, 2009 (Record) | Se desconoce.       |

* : No otorga título de campeón, salvo la edición 1985/86.

### Torneos amistosos
- Copa Ciudad de Tandil (1): (2008)
- Copa Cadena 3 (1): (2013)
- Copa Municipalidad de Bahía Blanca (1):  (2015)

### Torneos internacionales amistosos
- Copa Puma (1): 2014 (Jugada en Montevideo, Uruguay contra Peñarol).

## Otras secciones deportivas

### Baloncesto
El baloncesto (o básquet) es uno de los principales deportes de Olimpo. Fue uno de los fundadores de la Asociación Bahiense de Básquetbol en 1929 junto a Agar Cross, Liniers, Pacífico, Estudiantes y River Plate. La práctica del deporte comenzó su participación en ese primer Torneo de Primera División derrotando como visitante a Liniers por 33 a 13.
Disputa sus encuentros como local en el Estadio Norberto Tomás, ubicado en Ángel Brunel 17 (a ocho cuadras del centro de la ciudad). Lleva ese nombre en homenaje a este jugador surgido de las divisiones menores del club, que llegó a ser protagonista de la primera división local. Cuenta con una capacidad de 2000 personas.
Olimpo fue campeón del Campeonato Argentino de Clubes en 1974 y 1978 y subcampeón en 1980. Mientras que en la Liga Nacional, fue subcampeón en 1986. Además, se consagró campeón de la Primera División de Bahía Blanca en 19 ocasiones. El básquet aurinegro dio un salto de calidad cuando en el año 2014 fue invitado a participar del Torneo Federal de Básquetbol, saliendo subcampeón del mismo y obteniendo el ascenso a la segunda categoría del básquet argentino. Así, el club volvió a disputar el Torneo Nacional de Ascenso durante las temporadas 2015-2016 (siendo barrido por Huracán de Tres Arroyos por 3-0 en la instancia de Reclasificación) y 2016-2017 (siendo eliminado por Gimnasia y Esgrima de La Plata por 3-1, en la misma instancia). Olimpo iba a participar de la temporada 2017-2018, pero por problemas presupuestarios, el club decidió vender su plaza y volver a competir a nivel local.

### Patinaje artístico
Individualmente tiene patinadores que participan en torneos regionales, provinciales, nacionales e internacionales. Por equipos se practican las disciplinas precisión y cuartetos compitiendo a nivel nacional e internacional. Ambos equipos son dirigidos por la entrenadora Gabriela Montecchiari.
Su equipo de precisión "Roller Dreams" lleva 7 años consecutivos clasificando para integrar el Seleccionado Argentino que nos representó en los Campeonatos Mundiales, logrando un cuarto puesto en Brasilia 2011, un subcampeonato en Auckland 2012, un cuarto puesto en Taipéi 2013, ser campeón del mundo en Reus 2014, un subcampeón en Cali 2015, subcampeón en Novara 2016 y un cuarto puesto en Nankín 2017. Además se consagraron campeón sudamericano en 2015. Mientras que el equipo de cuarteto debutó internacionalmente en el mundial de 2016 consiguiendo un octavo puesto y un undécimo puesto en 2017.
En el ámbito nacional logró un campeón provincial en 2010, un subcampeón nacional en 2010, 2011, 2012, 2014 y 2015, un tercer puesto en 2013 y ser campeón en 2016 y 2017.
El 2018 fue el último año, ya que la escuela de patín se cambió al club "El nacional".

### Otros deportes
Además de estas disciplinas importantes del club, también se practican otros deportes:
- Natación
- Gimnasia artística
- Futsal
- Aikido
- Yudo
- Pesas
- Vóleibol
- Iaidō
- Karate